# Lufthauptmunitionsanstalt Lübberstedt

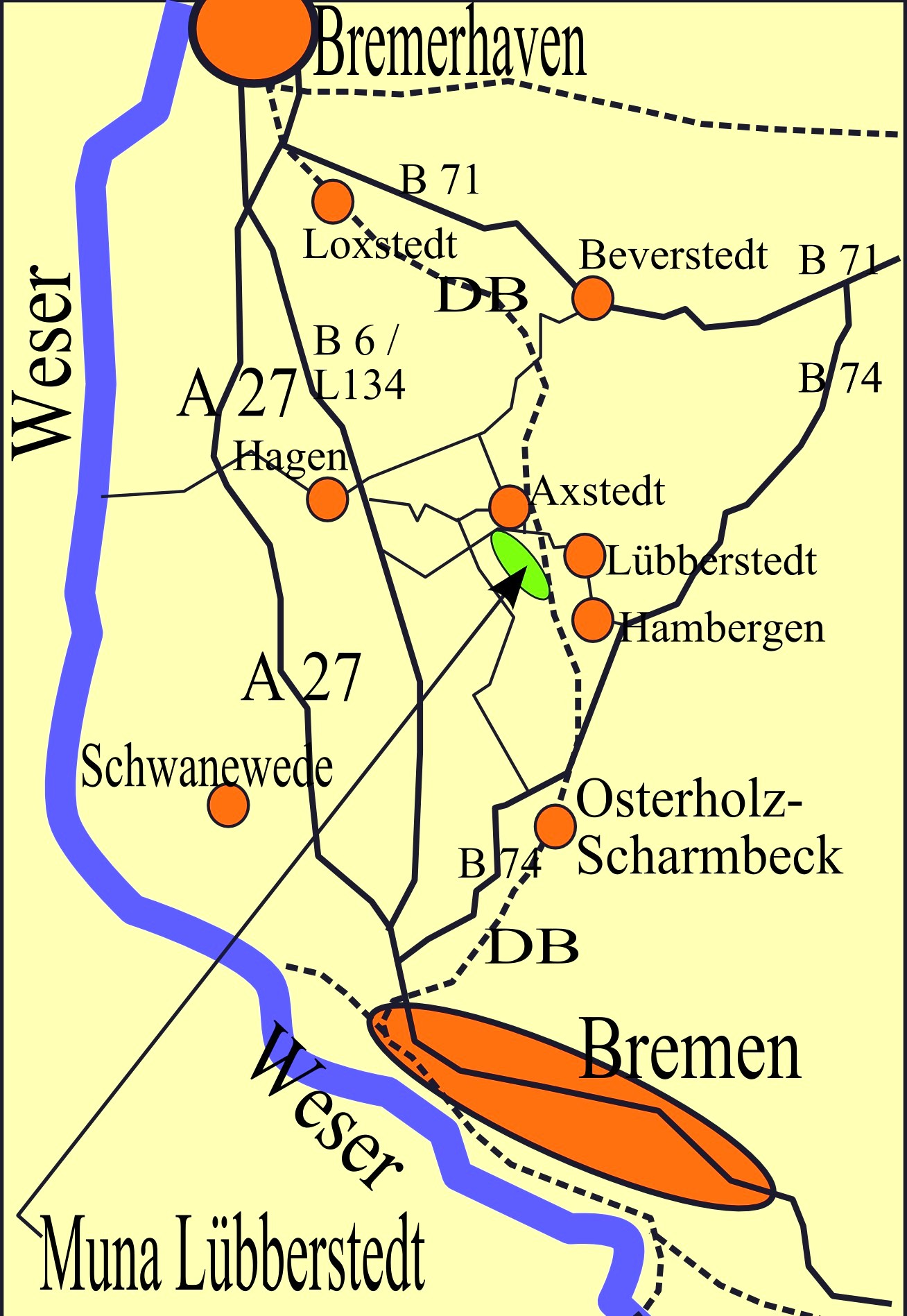
Lage der Muna Lübberstedt

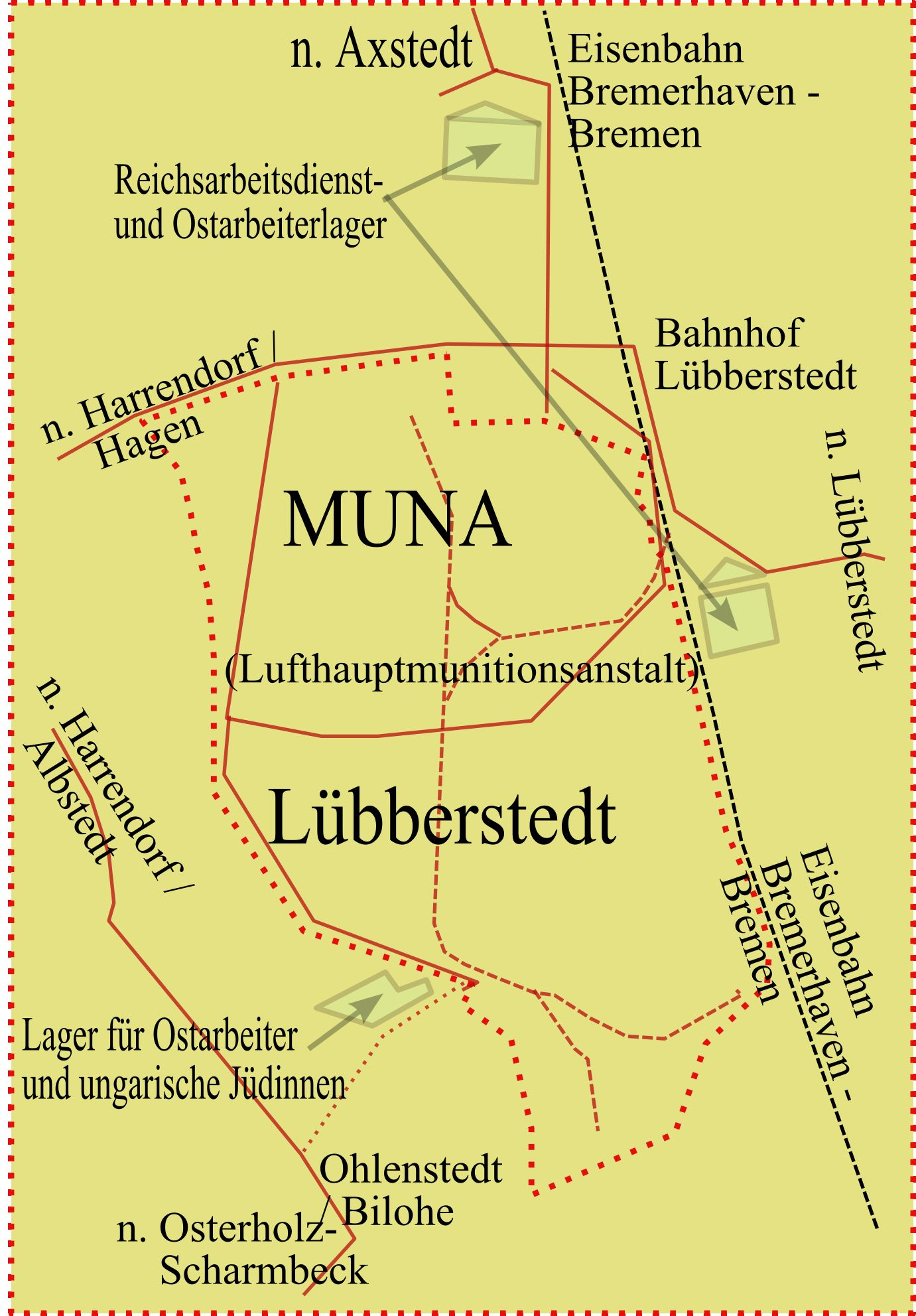
Lageplan der Muna Lübberstedt

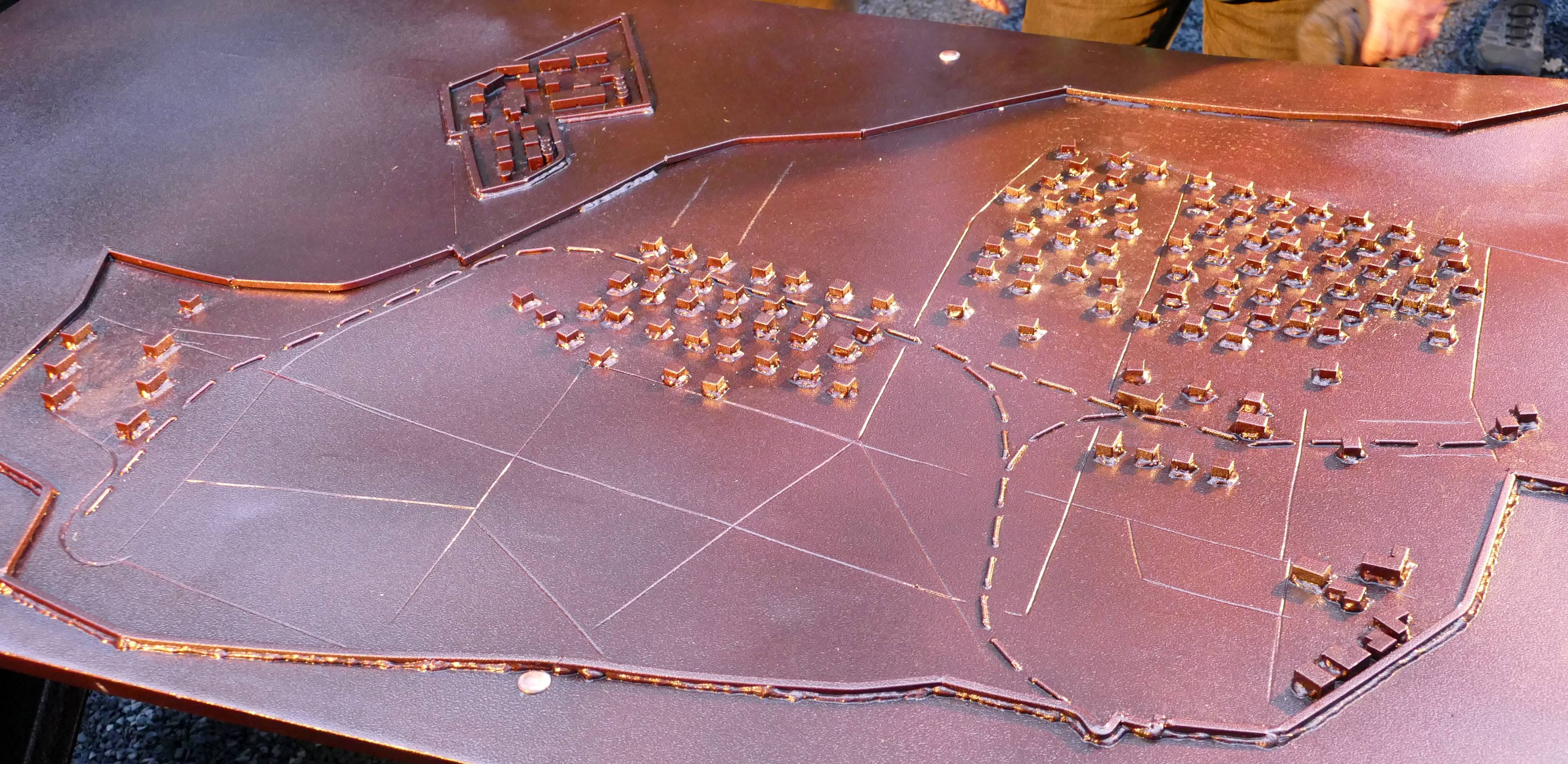
Das Mahnmal vor dem Eingang des Geländes stellt den Grundriss der Muna Lübberstedt dar

Die Lufthauptmunitionsanstalt Lübberstedt (umgangssprachlich Muna Lübberstedt) war eine zwischen 1936 und 1945 bestehende Munitionsanstalt der deutschen Luftwaffe im Bremer Wald zwischen Lübberstedt und Bilohe im heutigen Landkreis Osterholz.
Die genaue Bezeichnung lautete Lufthauptmunitionsanstalt 2/XI Lübberstedt, sie unterstand der Luftzeuggruppe 11 (XI) Hannover. Von August 1944 bis April 1945 gehörte ein Außenlager des KZ Neuengamme zu der Muna. Nach dem Zweiten Weltkrieg war das Gelände in den Händen britischer und amerikanischer Truppen und wurde später von der Bundeswehr übernommen.

## Geschichte
Der Beginn der Bauarbeiten zur MUNA Lübberstedt ist nicht durch ein Dokument zu belegen. Angaben weichen voneinander ab – zwischen 1936 und „bis unmittelbar vor dem Zweiten Weltkrieg“. Im Herbst 1939 wurde in Axstedt und Lübberstedt bekannt, dass „im Walde jenseits der Albstedter Straße von der Luftwaffe ein Munitionslager und Anstalt gebaut werden sollte“. Im Dezember 1939 wurde in einer leerstehenden Lehrerdienstwohnung in Axstedt ein Büro der Bauleitung eingerichtet. Ein Baubataillon der Luftwaffe und Abteilungen des Reichsarbeitsdienstes machten sich an die Arbeit. Ein erstes Barackenlager war am 1. Februar 1940 bezugsfertig. Ausländer sowie Axstedter und Lübberstedter Bauern mit Traktoren und Pferdegespannen wurden eingesetzt. Im Herbst 1940 wurde die Billerbeek in Axstedt begradigt und vertieft, um die Muna zu entwässern. Der zusammenhängende Kernbereich wird mit 420 Hektar angegeben. Die Produktionsgebäude wurden am 3. Mai 1945 gesprengt. Nach Zeitzeugenangaben und Besichtigung der Reste gehörten 22 Gebäude zur Füllanlage. 102 erdummantelte Betonbunker hat es für auf Abruf lagernde und in der Muna gefertigte Sprengstoffe gegeben. Das Wasser für die Produktion wurde aus zwei 1938/39 gebohrten 26 Meter tiefen Brunnen gewonnen. Für die Unterkünfte gab es ein eigenes Wasserwerk. Eine spezielle Kläranlage zur Entsorgung der mit Chemikalien verunreinigten Gewässer gab es nicht. Im Gelände war ein Straßennetz von 30 Kilometern vorhanden. Die Gesamtlänge der Eisenbahngeleise beträgt 7,6 km. Das Nebengleis der Bahn verläuft durch die Anlage – mit mehreren Verzweigungen zu verschiedenen Laderampen.
Das Herzstück der Lübberstedter Muna war die Füllanlage. Die Granaten- und Bombenhüllen wurden für das Füllen mit Sprengstoff vorbereitet. Als Material für die Füllung diente ein Gemisch mehrerer Substanzen. Der Hauptanteil war TNT, das pulverförmig mit der Bahn angeliefert wurde. Bei etwa 90 Grad wurde es in einem Mischkessel geschmolzen und mit Salpeter als Sauerstoffträger gemischt. Die Mischung wurde durch isolierte Rohre gleichzeitig in 16 Granaten abgefüllt, der Vorgang dauerte etwa eine Minute. Nach Reinigung und Abkühlung erhielten die Granaten einen Zünder. Im Fallschirmhaus wurden die für Seeminen bestimmten Fallschirme gepackt. Woher das Material dafür stammte, ist nicht bekannt. „Bei einem Gesamtgewicht von 1.000 kg pro Mine müssen gewaltige Fallschirmflächen bewegt worden sein.“
In der Pulvermühle wurde Sprengstoff aus fehlerhafter Munition ausgebohrt und zerkleinert - ein Abfallsprengstoff zur Wiederverwendung. Nach dem Krieg wurde dort alte Munition verbrannt. Das gesprengte Gebäude aus dicken Stahlbetonmauern ist als Ruine erhalten.

### Deutsche Dienstverpflichtete
„In zahlreichen europäischen und außereuropäischen Ländern war nach dem Ersten Weltkrieg eine große Zahl von Menschen arbeitslos. Eines der Modelle, dieses weltweite Problem in den Griff zu bekommen, hieß Arbeitsdienst. Vor allem Wehrbünde und Parteien in Deutschland hatten immer wieder die Einführung einer halbjährigen Arbeitsdienstpflicht für weibliche und männliche Jugend gefordert. Im Juni 1931 wurde in Deutschland der Freiwillige Arbeitsdienst (FAD) eingeführt. Das Konzept hieß: Gemeinschaftsleben in kargen Baracken mit täglich sechs- bis siebenstündiger Arbeit: Wegebau, Hochwasserschutz, Siedlungswesen, ergänzt durch anschließende körperliche und geistige Ertüchtigung.“

Ab 1. Oktober 1935 galt für jeden männlichen Jugendlichen die Pflicht, ein halbes Jahr Dienst im Reichsarbeitsdienst (RAD) zu leisten. Ab September 1939 galt diese Pflicht auch für weibliche Jugendliche.
Unweit des Dorfes Oldendorf nördlich von Lübberstedt wurde von September bis November 1936 ein RAD-Lager aufgebaut. Nach Kriegsende dienten die Oldendorfer Baracken mehrere Jahre lang 300 Flüchtlingen als Unterkunft.
In Lübberstedt gab es mehrere RAD-Lager: am Mützenweg in der Nähe des Bahnüberganges zur Muna, im Dorf um die Lübberstedter Mühle herum, auf dem Bargkamp und an der Ecke Bogenstraße/Schmiedestraße. Nur das erste Lager blieb bis April 1945 ein RAD-Lager. Die anderen wurden zeitweilig auch mit Bausoldaten, Ostarbeitern, Fremdarbeitern und Kriegsgefangenen belegt. Es gab auf dem Gelände der heutigen Birkenstraße eine Gemeinschaftsküche, ein Schwimmbad und eine Sanitätsbaracke.
Tagesablauf im RAD
- 7 Uhr Wecken
- Frühsport bei jedem Wetter mit dem Hocker als Turngerät
- erstes Frühstück
- Flaggenappell und Gruppeneinteilung
- Arbeit (z. B. Entwässerungsgräben ziehen, Bachläufe begradigen, Felder und Wiesen drainieren, Straßenarbeiten, Arbeiten auf der Anlage der Muna)
- zweites Frühstück auf der Arbeitsstelle
- Rückkehr ins Lager und warmes Essen
- eine Stunde Bettruhe
- Unterricht (Ergänzung und Vertiefung von Allgemeinwissen, politischer Unterricht, Singen)
- 18 Uhr dienstfrei (aber noch Putz- und Flickarbeiten, Spaten auf Hochglanz bringen mit Sandpapier und Speckschwarte)
- 22 Uhr Zapfenstreich: Bettruhe[6]

Zwischen Axstedt und der Muna gab es ein weiteres RAD-Lager, das 1939 eingerichtet wurde. Zeitweilig waren dort Bauleitung, deutsche und ausländische Zivilarbeiter untergebracht.
Zwischen dem Dorf und dem Bahnhof Lübberstedt gab es das G-Lager (=Gemeinschaftslager). Dieses Lager am Mützenweg diente den Arbeitern der Firmen und den Fremdarbeitern, die am Bau der Muna beteiligt waren, als Unterkunft. Es hatte mit dem RAD nichts zu tun. Ab Mitte 1944 wurden die Ostarbeiterfamilien von Bilohe nach hier verlegt.
Anfang 1945 sind auch Aktivitäten der Organisation Todt, einer militärisch organisierten Bautruppe in Lübberstedt belegt.

### Kriegsgefangene
„Es kann nicht schaden, wenn sich die Bevölkerung diese Tiere in Menschengestalt ansieht, zum Nachdenken angeregt wird und feststellen kann, was geworden wäre, wenn diese Bestien über Deutschland hergefallen wären.“

Kriegsgefangene wurden in Stammlagern (Stalags) und Offizierslagern (Oflags) erfasst. Das Stalag X B in Sandbostel war in Zusammenarbeit mit dem Arbeitsamt Wesermünde seit Kriegsbeginn auch im Bereich Lübberstedt die Einsatzzentrale für Tausende von Kriegsgefangenen. Schon 1939 wurden 50 polnische Kriegsgefangene für Arbeiten in der Landwirtschaft im Gasthaus Brünjes in Axstedt untergebracht. Auch Belgier und Franzosen waren dort einquartiert.

„Die Unterbringung im Hause des Gastwirts Georg Brünjes zahlte sich ... aus. Georg Brünjes war im Ersten Weltkrieg in französischer Gefangenschaft gewesen und hatte daher Verständnis für die Gefühle und die Situation des Gefangenen. Er machte sogar Erinnerungsfotos von J. A. und seiner Gruppe, ließ die Bilder entwickeln und im Stalag X B Sandbostel kontrollieren. Über die Wachen erhielt er sie zurück.“

Im Tanzsaal des Gasthauses von Rönn in Hambergen waren serbische Kriegsgefangene untergebracht. Bewacht wurden sie von einem einzigen Soldaten. Er kam morgens mit dem Fahrrad, weckte die Gefangenen um 6 Uhr, schickte sie zur Arbeit und fuhr abends, nachdem er sie eingeschlossen hatte, wieder nach Hause. Eine Bewachung während der acht Stunden Arbeit – meist bei Bauern, aber auch bei einem Kohlenhändler – gab es nicht.

„Aus der Sowjetunion kamen mehr Kriegsgefangene nach Deutschland als aus allen anderen Ländern zusammen.“

In der Bevölkerung gab es Versuche, den Gefangenen z. B. mit Stiefeln zu helfen, aber „da waren ja die unmenschlichen Vorschriften, daß man ihnen nichts geben durfte“. Zum Ende des Krieges war die Versorgung der Kriegsgefangenen schlecht, obwohl sie schwere Arbeit leisten mussten.

„Für die meisten Menschen in Axstedt und Lübberstedt bestand kein Zweifel darüber, wie sich die sowjetischen Kriegsgefangenen verhalten würden, sobald sie nach Kriegsende frei wären. Jeder malte sich die Schrecken aus, gut vorbereitet durch die Greuelpropaganda von den 'barbarischen Bolschewiken' und das eigene schlechte Gewissen.“

Die russischen Kriegsgefangenen sollen zum Kriegsende zum Sammellager in Nordholz abtransportiert worden sein. Mehrere Quellen und Zeitzeugen berichten auch von italienischen Militärinternierten.

### „Fremdvölkische“
„Im Herbst 1944 stand an fast jedem dritten Arbeitsplatz des Deutschen Reiches eine ausländische Arbeitskraft. ... Ein Großteil der in den ersten Kriegsjahren im Deutschen Reich beschäftigten Ausländer hatte sich bereits vor 1939 freiwillig zum Arbeitseinsatz in Deutschland verpflichtet. ... Nach Beginn des Krieges gegen die Sowjetunion wurde von der Reichsregierung auch der Einsatz von Arbeitskräften aus den besetzten Ostgebieten, vornehmlich in der Rüstungsindustrie, angeordnet.“

Im Februar 1942 wurde mit dem Ostarbeiter-Erlass das Leben der ausländischen Arbeiter geregelt. Die „angeworbenen“ Ostarbeiter waren dem Prinzip der „Vernichtung durch Arbeit“ im Wesentlichen ebenso schutzlos wie die Kriegsgefangenen ausgesetzt.
Arbeitsformen und Arbeitszeit
Die Zahlenangaben über die Ostarbeiter im Komplex der Muna sind unterschiedlich. Alle Quellen geben um die 450 Personen an. Sie verrichteten Arbeiten außerhalb des Lagers in der Landwirtschaft oder Aufräumarbeiten in der Muna oder auch beim Schuster oder einem Maler, der zehn Ostarbeiter beschäftigte und dessen Frau für alle kochte. Bewaffnete Zivilisten beaufsichtigten sie und begleiteten sie auf dem Fußweg zur Arbeit. Sie wurden für die Arbeit bezahlt und hatten sonn- und feiertags frei, konnten allerdings freiwillig arbeiten. Beim Bau der Eisenbahn haben sie Schwellen getragen, Kies und Erde bewegt. Auch die Betonstraße wurde von ihnen gebaut. Waggons mussten sie ent- und beladen: Holzblöcke, -platten und Munition. Auch Gräben wurden von ihnen gereinigt.
Über den Arbeitsablauf der Ostarbeiter wird berichtet:
- Aufstehen um 6 Uhr, wenn es noch dunkel war
- in Dreierkolonnen bewacht von Polizisten in schwarzen Uniformen zur Arbeit laufen
- Arbeiten solange es hell war - teilweise zusammen mit deutschen Meistern, die Polnisch konnten und Befehle übersetzten, auch mit deutschen Arbeitern oder Italienern
- Der Arbeitstag war 12 Stunden lang von 7 bis 19 Uhr (andere Quellen geben leicht veränderte Zeiten an)[11]

Die Entlohnung war sehr unterschiedlich. Einige bekamen kein Geld, andere bis zu 25 Mark im Monat. Es fehlte an Möglichkeiten, den Lohn sinnvoll auszugeben. Auch das Verhalten des Aufsichtspersonals war sehr unterschiedlich. Von Beschimpfungen als Schweine und Schläge mit dem Gummiknüppel ist die Rede, aber auch von einem eigenen Zimmer auf dem Bauernhof, gleiches Essen wie die Familie und weder Beschimpfungen noch Prügel.
Verpflegung in den Ostarbeiterlagern
Lübberstedter Ostarbeiter erinnern sich an die Verpflegung in den Ostarbeiterlagern.
- 300 Gramm Brot mit Rübenschnitzel oder Holzmehl gestreckt
- 10 – 30 Gramm Margarine
- „Heißes Wasser namens Kawa“
- mittags ein Liter dünne Kohl- oder Kartoffelsuppe, auch mal zwei Liter Steckrübensuppe oder Sauerkraut und Weißkohl
- „Es gab auch Pferdefleisch, aber es stank wie Kadaver.“
- zusätzliche Brot- und Kartoffelrationen konnte man im Lager kaufen (eine Portion Brot für fünf Mark, drei Kartoffeln für eine Mark)
- Schwerarbeiter erhielten ein Kilogramm schwarzes Brot pro Woche und bekamen an großen Fest- und Feiertagen Nudel- oder Graupensuppe

Manchmal kamen sonntags Bauern und holten sich Arbeiter aus dem Lager. Für Arbeiten in Haus und Hof bekamen sie Brot.

„Die gewaltsame und demütigende Entwurzelung und die harten Lebensbedingungen in Lübberstedt mußten den im allgemeinen 20 bis 26 Jahre alten Ostarbeitern für eine geraume Zeit jeden Lebensmut nehmen. ... Wenn [die reibungslose äußere Organisation] funktionierte, dann waren auch das inerbetriebliche Klima und entsprechend die Arbeitsleistungen gut.“

Im Standesamt Axstedt wurden 24 Geburten durch die Lagerleiterin angemeldet. Zwei der drei Frauen, die über ihre Lagerzeit berichteten, hatten im Lager ein Kind bekommen. Alle bestätigten, dass das deutsche Personal ein gutes Verhältnis zu den Kindern gehabt habe. Für die Babys habe frische Milch und Grieß zur Verfügung gestanden. Die stillenden Ostarbeiterinnen bekamen Malzbier und durften alle vier Stunden ihre Kinder stillen.
Ende des Krieges
Das Ende des Krieges verlief teilweise chaotisch. Aus Angst vor Racheakten sollten die Gefangenen nicht freigelassen werden, sondern weiterhin bewacht und geschlossen an die Sieger übergeben werden. Fünf Männer konnten einer fast hundertmal größeren Zahl von Ostarbeitern keinen Respekt einflößen. Das Lager wurde zu Kriegsende auch geplündert. „Karo-Bettzeug, Röcke, Blusen, Spinde, alles ist durch die Gegend geflogen.“ Von Hambergen [und] Bokel sind [die Plünderer] gekommen. In den letzten Kriegstagen kamen auch Gefangene vom U-Boot-Bunker Valentin in Bremen-Farge durch Lübberstedt und Hambergen.
Menschliches Handeln
„Menschliches Handeln zwischen Mitleid und Strafe“ fand vielfach statt. Eine besonders mutige Begebenheit:

„Der Zeitzeuge H. B. aus Axstedt berichtete, daß ein Trupp der ungarischen Häftlinge nicht weit von seinem Elternhaus vorbeizog. Als ein Soldat der Marineschützen ihnen ein Stück Brot zustecken wollte, seien die SS-Bewacherinnen dazwischen getreten. Daraufhin habe der Soldat seine Pistole gezogen und seinen Willen durchgesetzt. (Man kann nur hoffen, daß die Empfängerin diese gute Tat nicht schwer büßen mußte!)“

In einem Brief beschrieb die Tochter des Lagerleiters Major Pfeiffer, dass auch ihr Vater Ostarbeiterinnen und russischen Kriegsgefangenen heimlich Brot, Gemüse- und Kartoffelabfälle aus der Küche zugänglich machte – offiziell bekam er sie „für seine Stallhasen“.

### Das KZ-Außenlager Lübberstedt-Bilohe

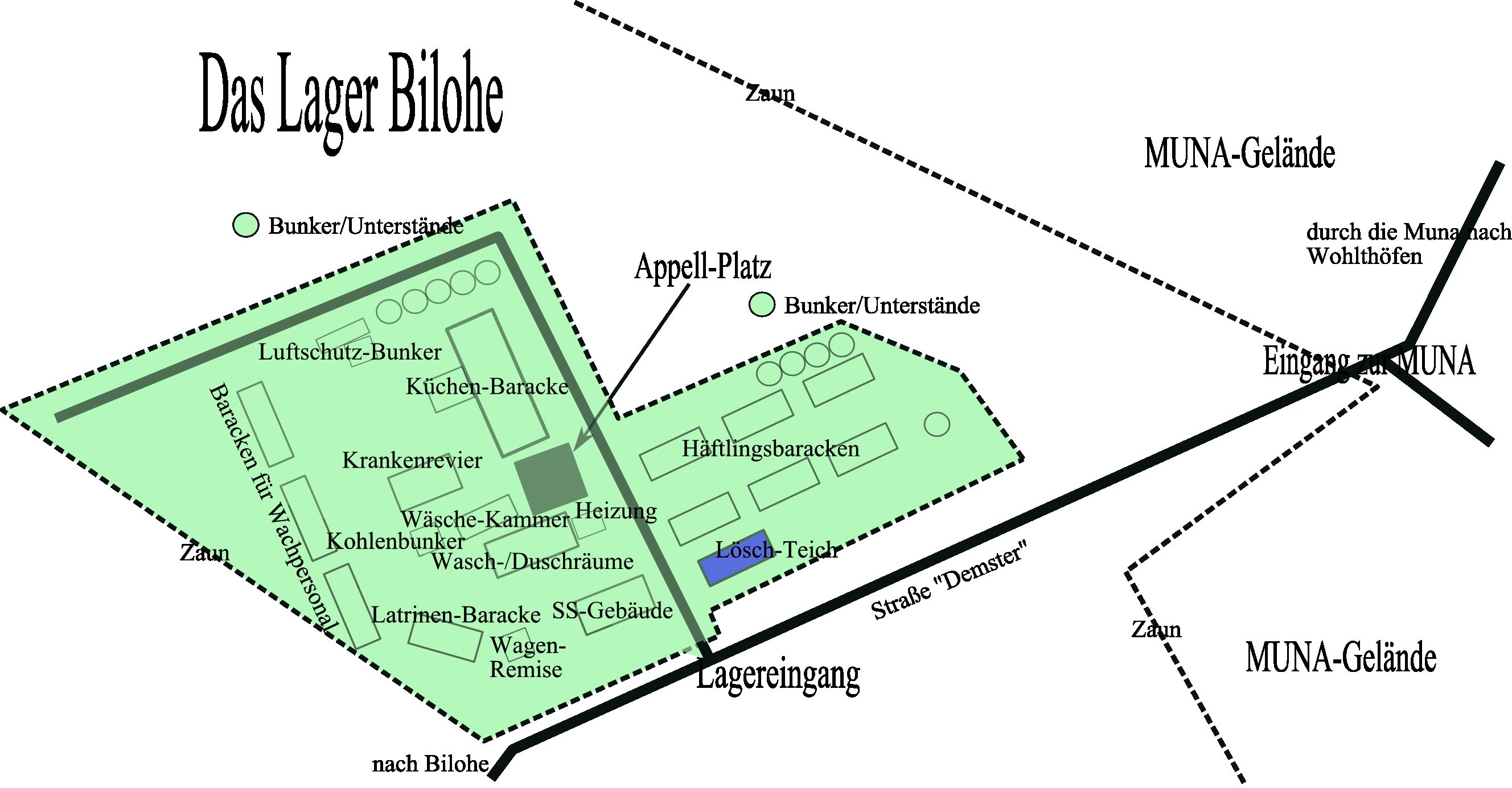
Das Lager Bilohe zwischen Bilohe und Wohlthöfen

Die Gefangenen in den Konzentrationslagern boten ein unerschöpfliches Reservoir an Arbeitskräften. Um die Arbeit in Rüstungsindustrie und kriegswichtigen Betrieben nicht zum Erliegen kommen zu lassen, wurden in der Nähe solcher Betriebe Außen- und Nebenlager der KZs eingerichtet. In Bilohe, am südlichen Rand des Muna-Geländes, entstand so das Außenlager des KZ Neuengamme, das 30 km südlich Hamburgs in einer Ziegelei ab 1940 eingerichtet worden war.
Eine Gruppe von 500 jüdischen Ungarinnen kam nach drei Tagen Fahrt Ende August/Anfang September 1944 in Lübberstedt-Bilohe an. Die Frauen waren im KZ Auschwitz-Birkenau für diesen Transport selektiert worden. Bis der Zug losfuhr, dauerte es aber – Waggons mussten zur Verfügung stehen, und das Bahnnetz bis zum Bestimmungsort musste intakt sein, es gab zu diesem Zeitpunkt viele Zerstörungen.

„Jeder lebte in großer Angst, da das Bewusstsein vorherrschte, daß 'wir auf unsere Reise ins Krematorium warteten'. ... Schließlich schlossen sich die Türen, und die Züge fuhren in eine neue Ungewißheit.“

Das Lager in Bilohe war keine neue Unterkunft. Bevor die Ungarinnen hierher kamen, hatten bereits Ostarbeiterfamilien aus der Ukraine hier gelebt. Die Baracken waren 1941 von einem Luftwaffenbaubataillon errichtet worden.
Tagesablauf im Lager Bilohe
Der Tagesablauf im Lager Bilohe war folgender:
- Morgenappell auf dem Appellplatz vor der Küchenbaracke, bei Regen in der Baracke, im Sommer zwischen vier und fünf Uhr
- Frühstück (ein Viertel eines Kommissbrotes, etwas Marmelade, ein Stückchen Margarine, ein halber Liter „einer warmen, braunen Brühe, dem 'Kaffee'“) - es galt, die Lebensmittel einzuteilen: wenn man sich die Ration vom Abend vorher aufbewahrt hatte, konnte man das Brot vom Morgen auf den Tag verteilen.
- Baracken säubern, Betten bauen, Körperpflege
- Abmarsch zur Arbeit um sechs Uhr – die Häftlinge legten den Weg zur Muna unter Begleitung von Wehrmachtssoldaten und SS-Aufseherinnen singend (auf Deutsch) zurück, sie waren mit Stricken um den Bauch zusammengebunden, die Holzpantinen erschwerten das Marschieren, das Klappern der Holzgaloschen war weithin zu hören. Hin und wieder wurde den Frauen auf dem Weg zur Arbeit etwas Essbares zugesteckt (siehe oben: Menschliches Handeln).
- Die Kleidung bestand aus den im KZ Auschwitz erhaltenen Kleidungsstücken, die Ärmel waren an den Kleidern untereinander ausgetauscht, um die Frauen als KZ-Insassinnen kenntlich zu machen.
- Arbeit bis zum späten Nachmittag mit halbstündiger Mittagspause (in der Muna, weil Bilohe zu weit entfernt war) oder in zwölfstündigem Schichtdienst
- Mittagessen (ein Liter Rübensuppe, manchmal mit Pferdefleisch oder eine Ration kleine saure Heringe)
- Rückmarsch zum Lager in Bilohe, zu Fuß – öfters mit Schlägen
- Abendappell – oft mit Durchsuchung nach versteckten Lebensmitteln – stimmte die Zahl der Häftlinge nicht mit den Papieren überein, dauerten die Strafappelle oft mehrere Stunden.
- Abendessen (ein Viertel Kommissbrot, etwas Margarine, etwas Wurst oder einen Löffel Quark – manchmal eine warme Suppe)
- Gespräche, Reparatur der Kleidung, Körperpflege

„Die Verpflegung war nie ausreichend, dennoch fand ein Tausch gegen andere Vergünstigungen statt. So wurde z. B. im Winter eine warme Suppe gegen einen der begehrten Plätze am warmen Ofen oder der Heizung getauscht. Aufgrund der kurzen Nachtruhe und der schlecht beheizten Baracken konnte die bei Regen naßgewordene Kleidung nur schwer oder gar nicht getrocknet werden.“

Arbeitseinsatz
Im Mai 1944 gab Adolf Hitler den Befehl zum Arbeitseinsatz ungarischer jüdischer Häftlinge in der Rüstungsindustrie.

„Alle diese Menschen müssen so ernährt, untergebracht und behandelt werden, daß sie bei denkbar sparsamstem Einsatz die größtmögliche Leistung erbringen.“

Die Häftlinge waren in Arbeitskommandos eingeteilt.
- Innenkommandos im Lager Bilohe galten als leichtere Arbeit
  - Küche
  - Schneiderei
  - Bad
  - Schuhmacherei
  - Gerätekammer
  - „Revier“ - Krankenbetreuung

- Außenkommandos für Arbeiten in der Muna außerhalb des Lagers Bilohe
  - Erzeugung von Bomben für die Luftwaffe in zwei Arbeitsschichten
    - Transport der Munition von einem Bunker zum nächsten
    - Verladen der Munition in Eisenbahnwaggons

  - Arbeit im Fallschirmhaus
  - Bäume fällen, Schanzarbeiten

### Kriegsende in der Muna Lübberstedt
Am 22. Februar 1945 wurde eine Dampflokomotive auf dem Anschlussgleis der Muna getroffen. Der Bereich um Bremerhaven sollte als „Festung Wesermünde“ verteidigt werden.  Am 20. April wurden 440 Ungarinnen in den frühen Morgenstunden aus dem Lager Bilohe evakuiert. In den Abendstunden fielen erstmals Bomben auf das Gelände der Muna. Die Produktion wurde aber wieder aufgenommen. Die Muna sollte in zwei Linien verteidigt werden: Das Verwaltungsgebiet der Muna sollte als Zitadelle (Festung in der Festung) ausgebaut werden. Die Straßen nach Bremerhaven/Wesermünde, Osterholz-Scharmbeck und Bremen sollten mit MG-Ständen, Panzersperren, Panzergräben und -fallen, Tobrukständen und Schützenlöchern für Panzerfaustschützen gesichert werden. „Dieser ausgebaute Stützpunkt war für die umliegenden Ortschaften selbstverständlich auch eine große Gefahr für den Fall, daß es hier zu Kampfhandlungen gekommen wäre“, schrieb der Lagerleiter Major Pfeiffer später. Besonders gefährlich wurde die Lage, als am 12. April die Eisenbahnstrecke an mehreren Stellen durch Bombentreffer völlig zerstört wurde. Drei Tage lang lebten alle in Angst vor einem weiteren Angriff, der die im Muna-Gelände unbeweglich stehenden Munitionswaggons hätte sprengen können.

„Das Verteidigungskonzept hatte sich total geändert. Die Muna war über Funk informiert worden, die Feindlage würde in Kürze die Zerstörung der Anlage erforderlich machen. Befehl: Das bewaffnete Personal sollte sich danach nach Nordholz begeben und dem dortigen Kampfkommandanten unterstellen. Der Rest der Gefolgschaft sollte - ausgerüstet mit Handgranaten und Panzerfäusten - in der Umgebung der Anlage zum Kleinkrieg bereitstehen.“

Das umfangreiche Lebensmittellager der Muna wurde am 9. und 10. April endgültig geräumt und die Bestände an die Zivilbevölkerung verteilt. Am Abend des 20. April fielen gezielt Bomben auf die Muna, nachdem noch kurz zuvor im Rahmen der Aktion „Räumung der Munitionsbestände“ unter Aufbietung aller Kräfte Sprenggranaten gefüllt und in 51 Waggons abtransportiert worden waren. Am 29. April befreiten englische Truppen das Kriegsgefangenenlager Sandbostel. Die Leitung der Muna beklagte „das gesunkene Pflichtbewußtsein bei der zivilen Gefolgschaft, Einsatzbereitschaft sei kaum noch zu erkennen.“ Am 4. Mai wurde die Munitionsfertigung endgültig eingestellt. Die Sprengung der Anlage wurde organisiert und begann um 18 Uhr. In vier Stunden wurden 30 Detonationen gezählt.

„Mit sofortiger Wirkung haben alle Zivilisten in ihren Wohnungen zu bleiben. ... Die Haushaltsvorstände haben an ihre Haustüren ein Verzeichnis der Einwohner zu heften, ebenso ein Verzeichnis der aufbewahrten Waffen und Munition. Die Aufnahme und Beherbergung von Mitgliedern der deutschen Streitkräfte ist verboten.“

Die Sprengung des Salpeterlagers ergab den größten Explosionskrater. Turmförmig stiegen die Detonationswolken auf mehrere 100 m hoch, und der nebelförmige Pulverdampf wurde bei leichtem Südwind in die nördlichen Waldgebiete geweht. Durch den in der Luft verbrennenden staubförmigen Pulverstoff und die gesprengten Lagerhäuser voller Papier und Pappe entstanden im Wald acht große Brände. Da auch Straßen gesprengt waren, konnten keine Feuerlöschfahrzeuge eingesetzt werden. Die Brände blieben sich selbst überlassen, plötzlich einsetzender Regen verhütete eine Katastrophe. Ein Zeitzeuge berichtete, dass die Ostarbeiter im Dorf auf den Unterständen gestanden haben und bei jeder Explosion jubelnd in die Luft gesprungen sind. Die Explosionen waren so stark, dass riesige Steinbrocken über 100 m in der Wiese des Bauern H. unweit des Giehler Baches landeten.
Am 6. Mai 1945 wurde die Teilkapitulation der Wehrmacht für Nordwestdeutschland, Dänemark und die Niederlande bekannt gegeben. Der Lagerführer des Gefangenenlagers Lübberstedt „verließ auf einem gestohlenen Fahrrad seine Dienststelle“. Die Zivilbevölkerung begann, zerstörte Brücken wieder benutzbar zu machen und Panzersperren abzubauen.

## Nachnutzung
Britische Truppen besetzten die Muna Lübberstedt und übergaben das Gebiet nach kurzer Zeit an die amerikanischen Streitkräfte. Es entstand ein Munitionsdepot. 1948 wurde von hier aus eine Schulspeisung organisiert. Im Sommer 1951 wurde vom Deutschen Roten Kreuz ein Kinderheim eingerichtet. Die schulpflichtigen Kinder wurden in einer Heimschule unterrichtet. Nach der Schließung wurde 1954 erneut ein Kinderheim durch das Rote Kreuz geführt.
Von 1945 bis 1954 und von 1978 bis 1992 waren in Lübberstedt amerikanische Soldaten stationiert. Während der Operation Desert Storm (Unternehmen Wüstensturm) diente das Munitionsdepot in Lübberstedt 1991 als Umschlagplatz für Verschiffung von Kriegsgerät in den Irak. In den 14 Jahren nach 1978 seien immer etwa 15 bis 20 US-Soldaten der 2nd Armored Division „Hell on wheels“ in Lübberstedt stationiert gewesen, betonten US-Oberst Marlo D. Russ und Oberstleutnant Gerd-Jürgen Gruß beim Abschied der Amerikaner aus Lübberstedt 1992.
Von 1956 bis 31. Dezember 2009 nutzte die Bundeswehr den Komplex als Munitionsdepot und als Kaserne, später als Materiallager. Danach wird der Wald wieder forstwirtschaftlich genutzt, und die Kasernengebäude wurden verkauft.

## Fotos vom Zustand der Muna 2010
(aufgenommen bei der Vorführung des Theaterstückes von „Das letzte Kleinod“, September 2010)

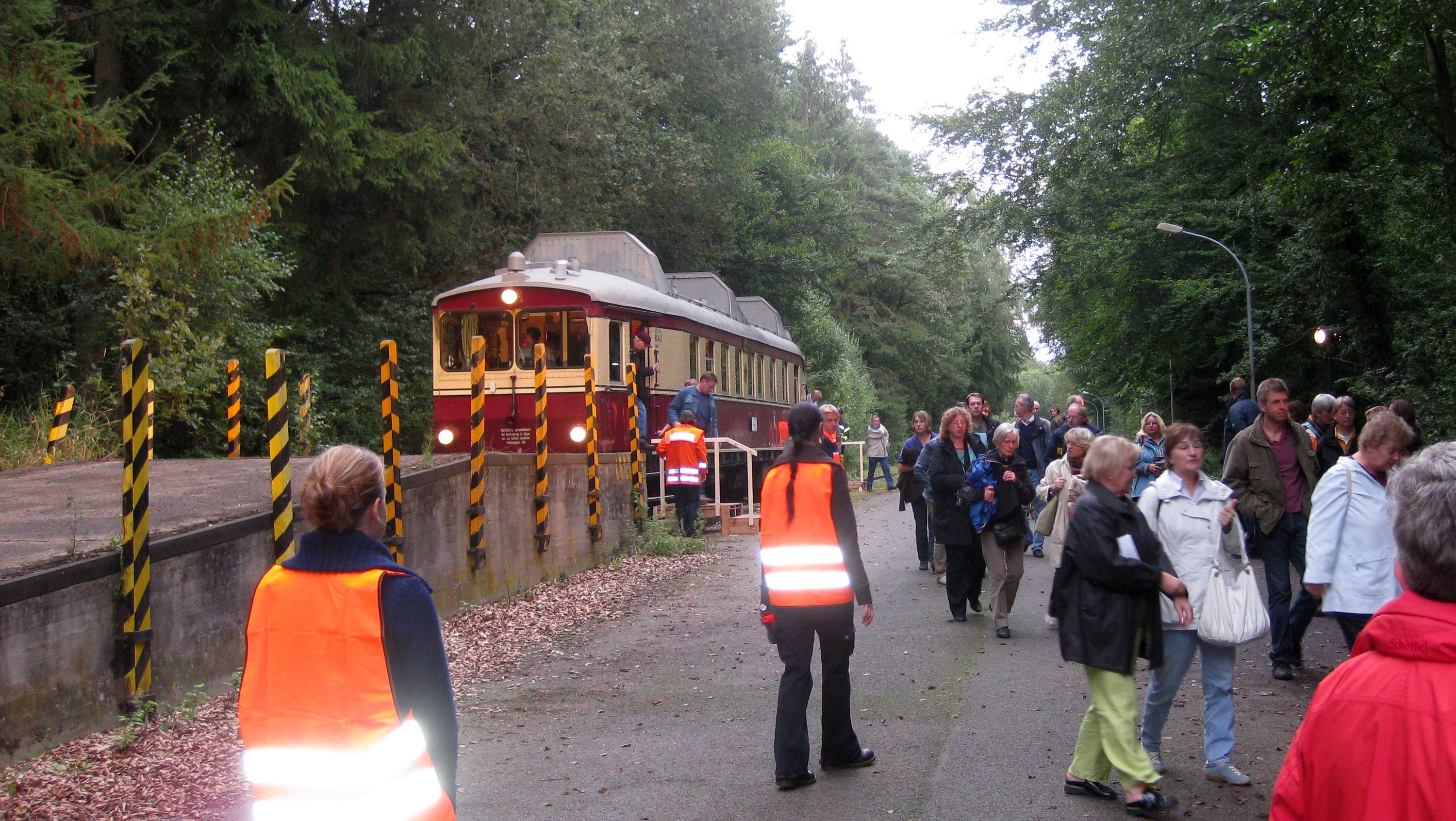
Verladerampe
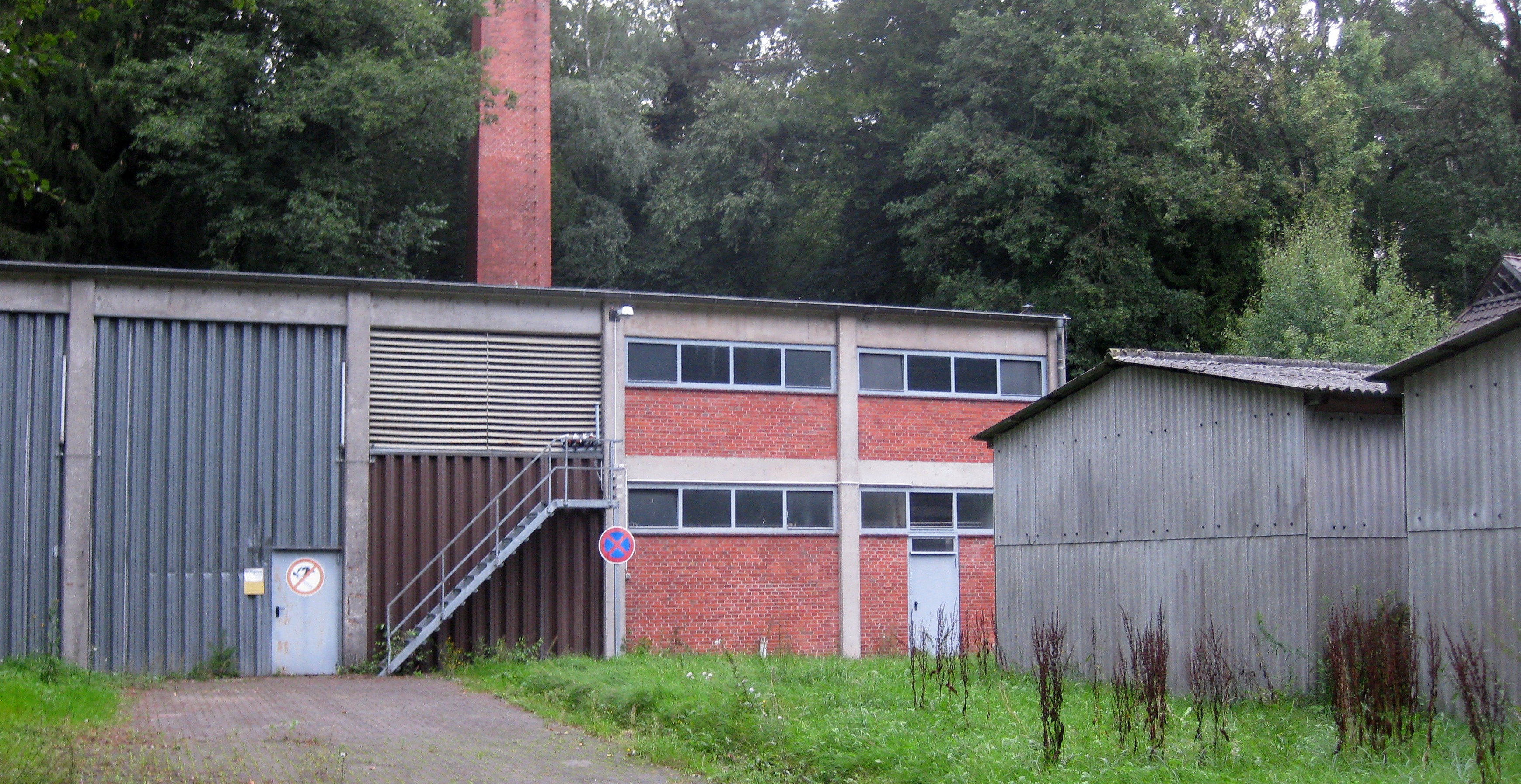
Ehemaliges Heizkraftwerk
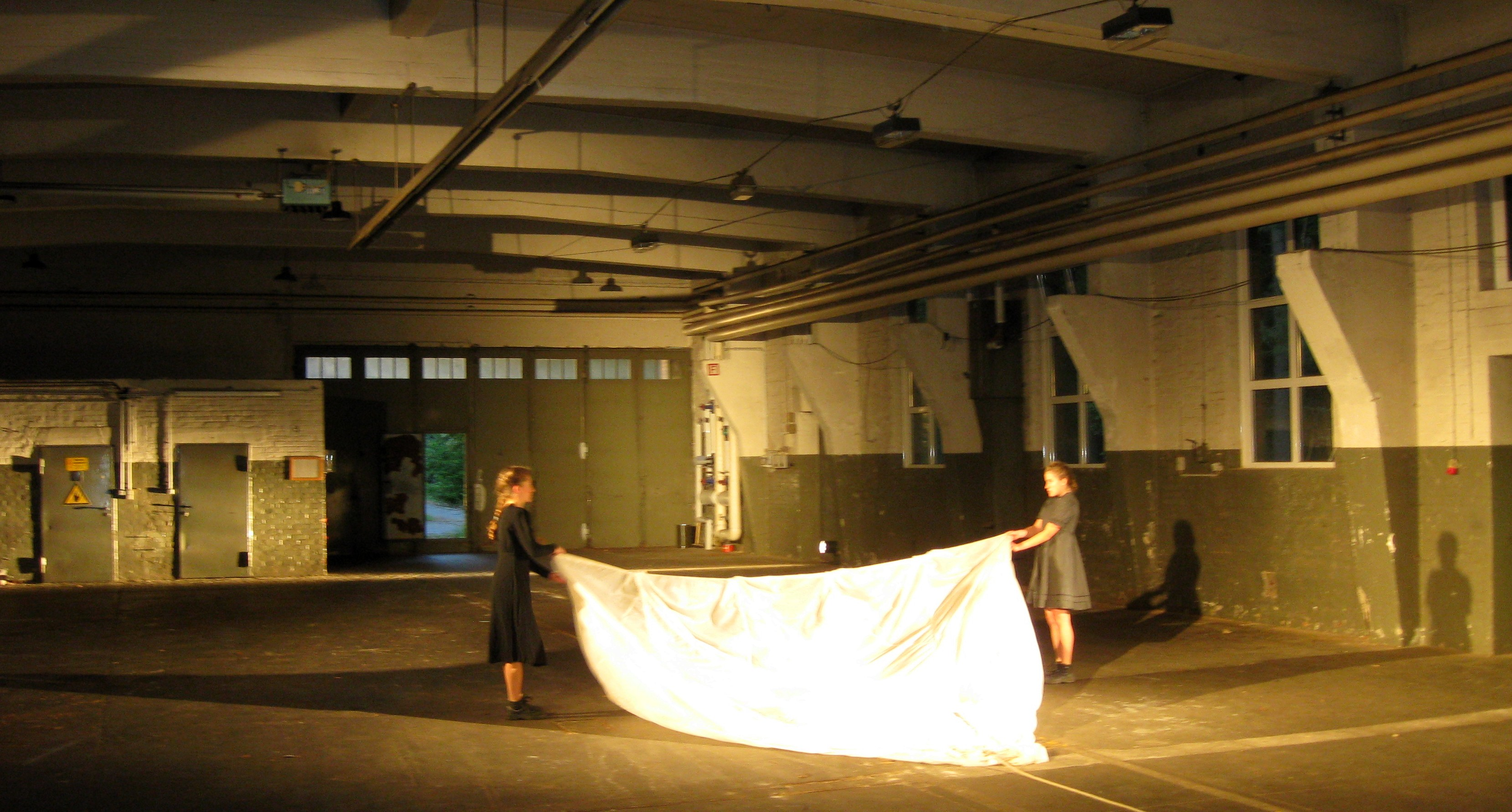
Theatervorführung innerhalb einer Halle
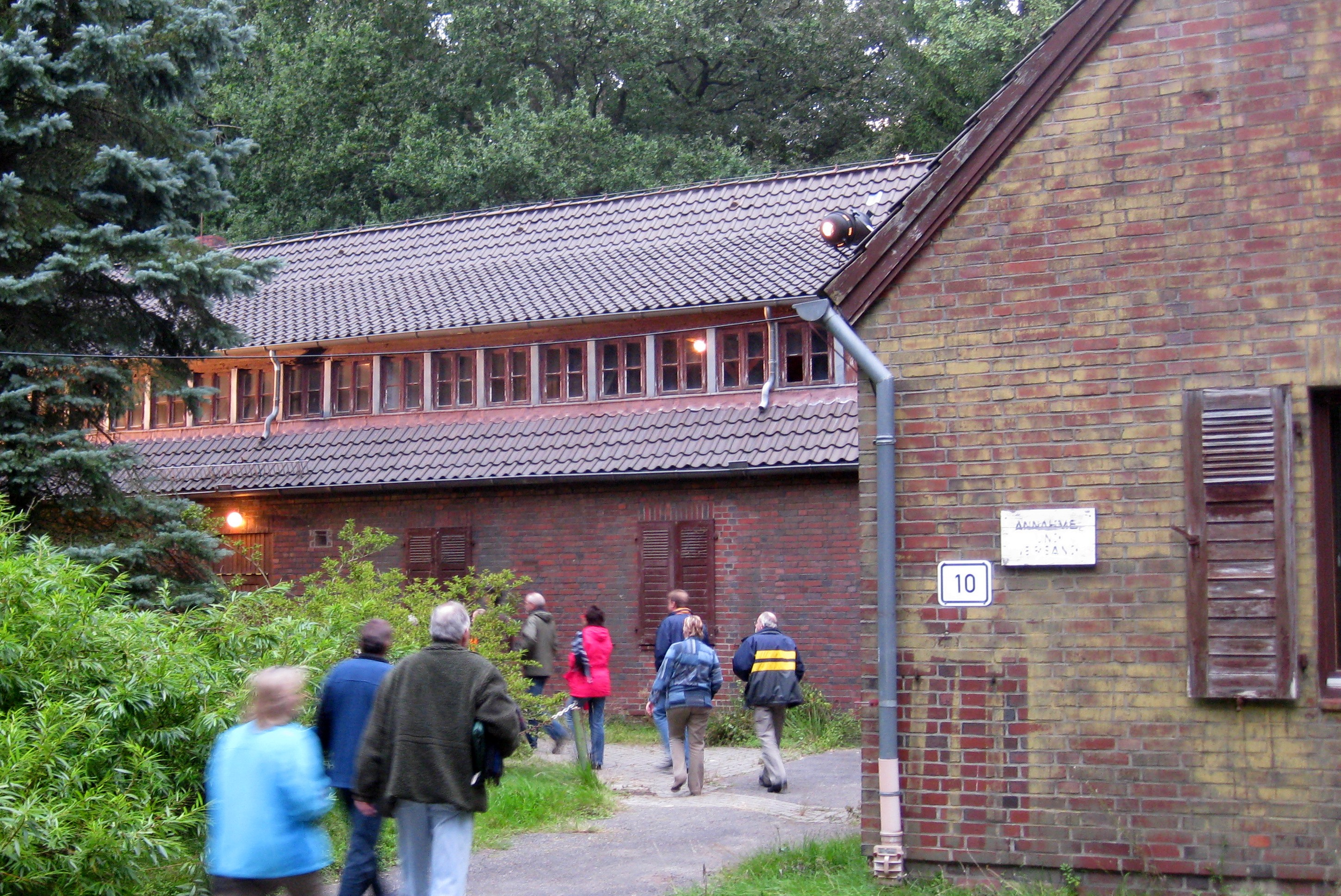
Ein Gebäude innerhalb des Geländes
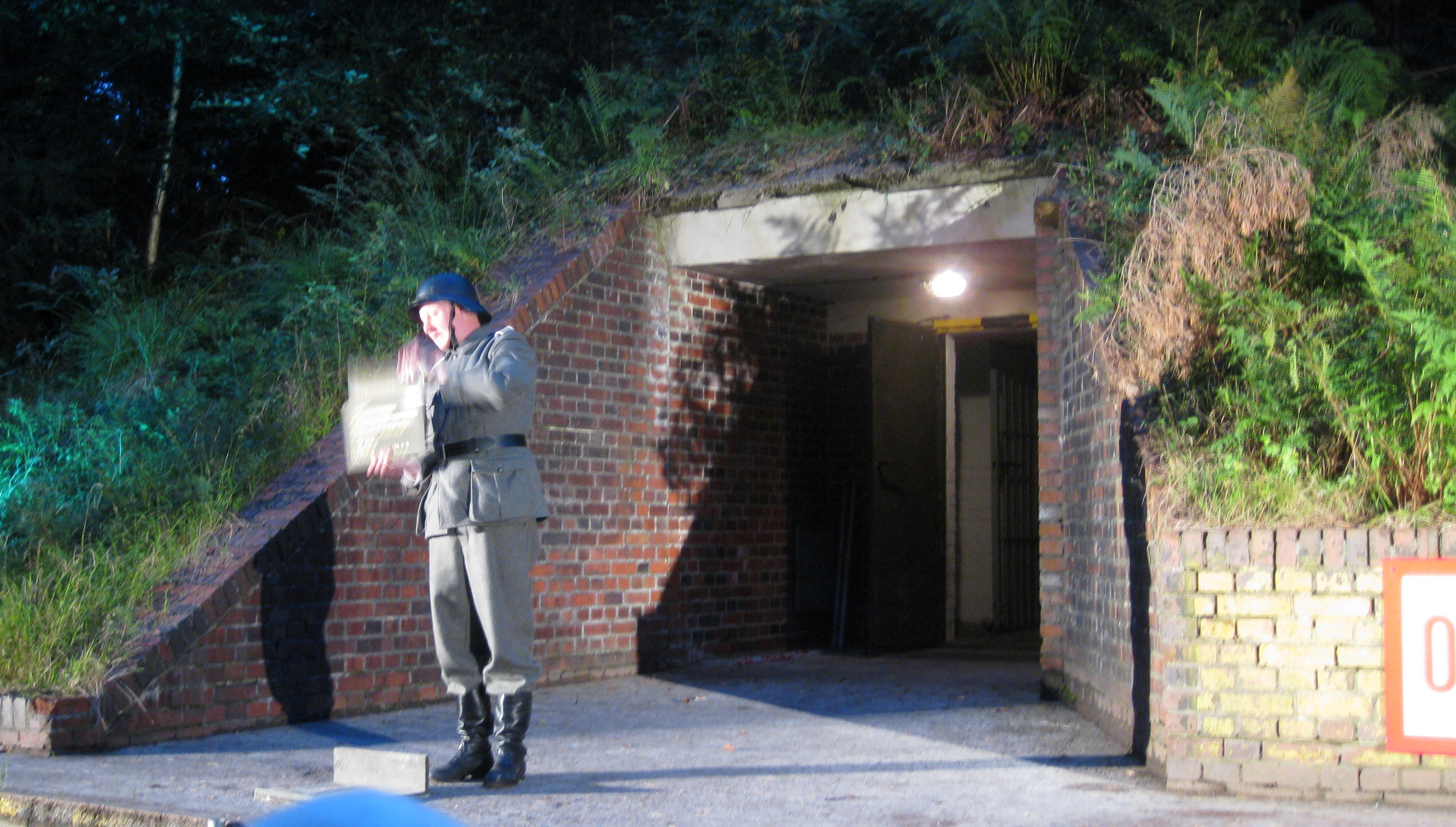
Eingang zum Munitionsbunker 04

## Theaterstück „MUNA Lübberstedt“
Die Theatergruppe „Das letzte Kleinod“ inszenierte im September 2010 das Stück Muna Lübberstedt – Dokumentarische Inszenierung einer Militärbrache. Der Regisseur und Autor des Stückes, Jens-Erwin Siemssen, hat mit vielen Zeitzeugen aus der Umgebung und Überlebenden des Lagers gesprochen, die als Kinder oder Jugendliche die Lufthauptmunitionsanstalt Lübberstedt erlebt hatten, um das über die Region hinaus beachtete Theaterstück zu schreiben. Erstmals seit 70 Jahren wurde der Stacheldraht für Besucher geöffnet. Die Besucher wurden vom Bahnhof Lübberstedt mit einem historischen Triebwagen in die Muna gefahren. Um die Genehmigung für die Nutzung des Areals zu bekommen, musste die Künstlergruppe die überwachsenen 7,8 km langen Gleise erst freiräumen und ausbessern lassen.
Szenen des Theaterstückes

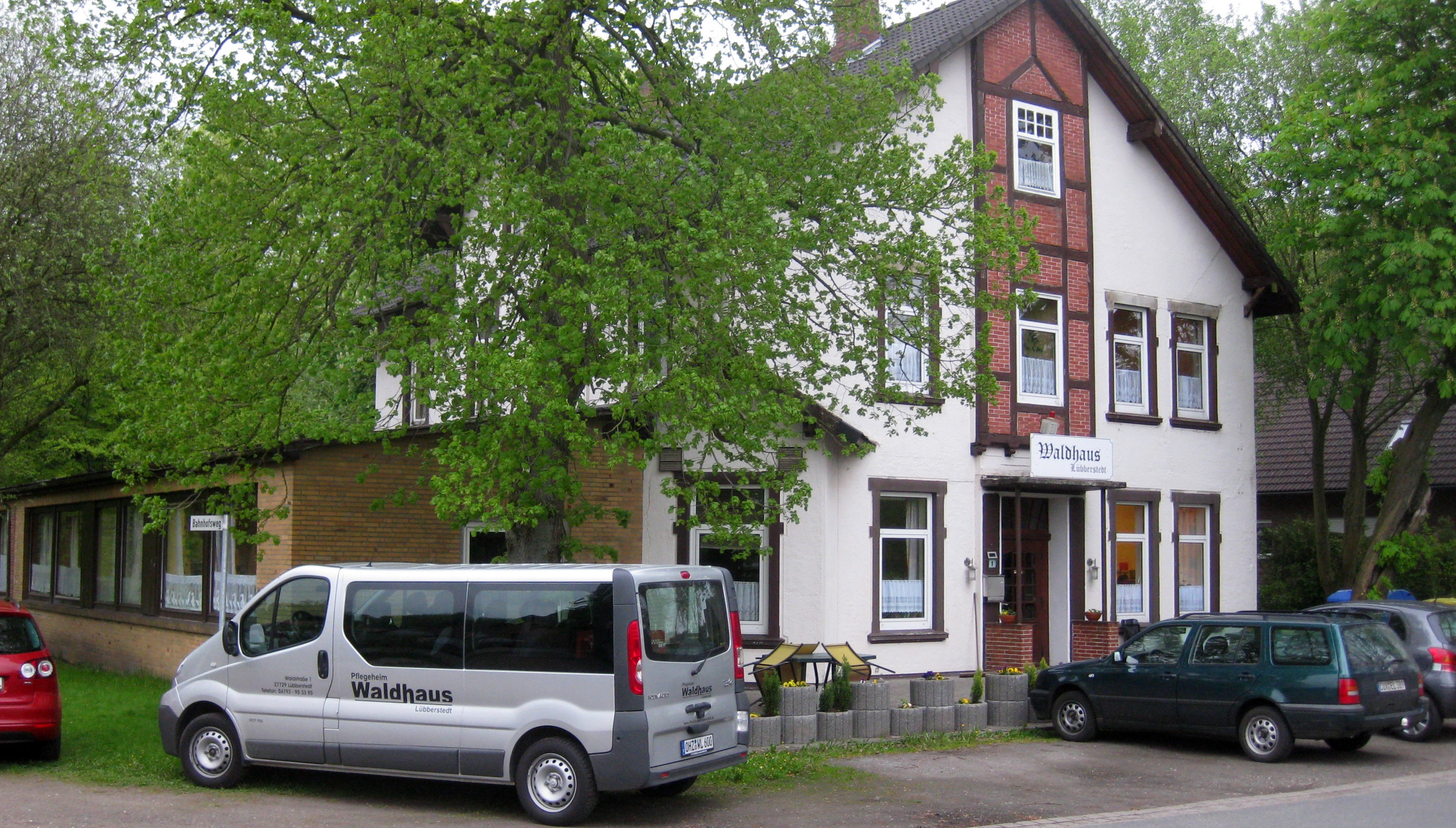
Das Waldhaus ist heute ein Pflegeheim

- Waldhaus – Das „Waldhaus“ war ehedem ein Ausflugslokal in der Nähe des Bahnhofes Lübberstedt, das von Wochenendtouristen aus Bremen und Bremerhaven besucht wurde.
- Schneiderstube – In der Schneiderei arbeiteten Frauen an Ausbesserungen.
- LKW – Wenn ein Transport mit Frauen kam, musste eine Frau aus der Schneiderstube übersetzen.
- Rote Marie – Die Aufseherin war eine große blonde Frau, deren Haare sich rot gefärbt hatten – wegen des Materials, mit dem die Bomben gefüllt wurden.
- Kleine Marie – Eine grausame Aufseherin, deren ganzer Stolz es war, ihrer Kolonne deutsche Lieder beizubringen.
- Galoschen – Die Frauen klapperten mit Holzgaloschen über die Pflastersteine.
- Munition – In den Bunkern von achtzehn Meter Breite und vierzehn Metern Tiefe wurde Munition gelagert.
- Baracken – In den Baracken gab es doppelstöckige Betten. Zu essen gab es Gemüsesuppe. „Heinrich, aus den Sudeten“, steckte den Gefangenen auch mal Schokolade oder Wurst durch den Zaun zu.
- Kriegsende – Am Kriegsende wurden Gebäude und Brücken gesprengt.

## Fotos vom Zustand der Muna 2012
(aufgenommen bei der Begehung des Geländes durch den Arbeitskreis MUNA Lübberstedt am 21. April 2012)

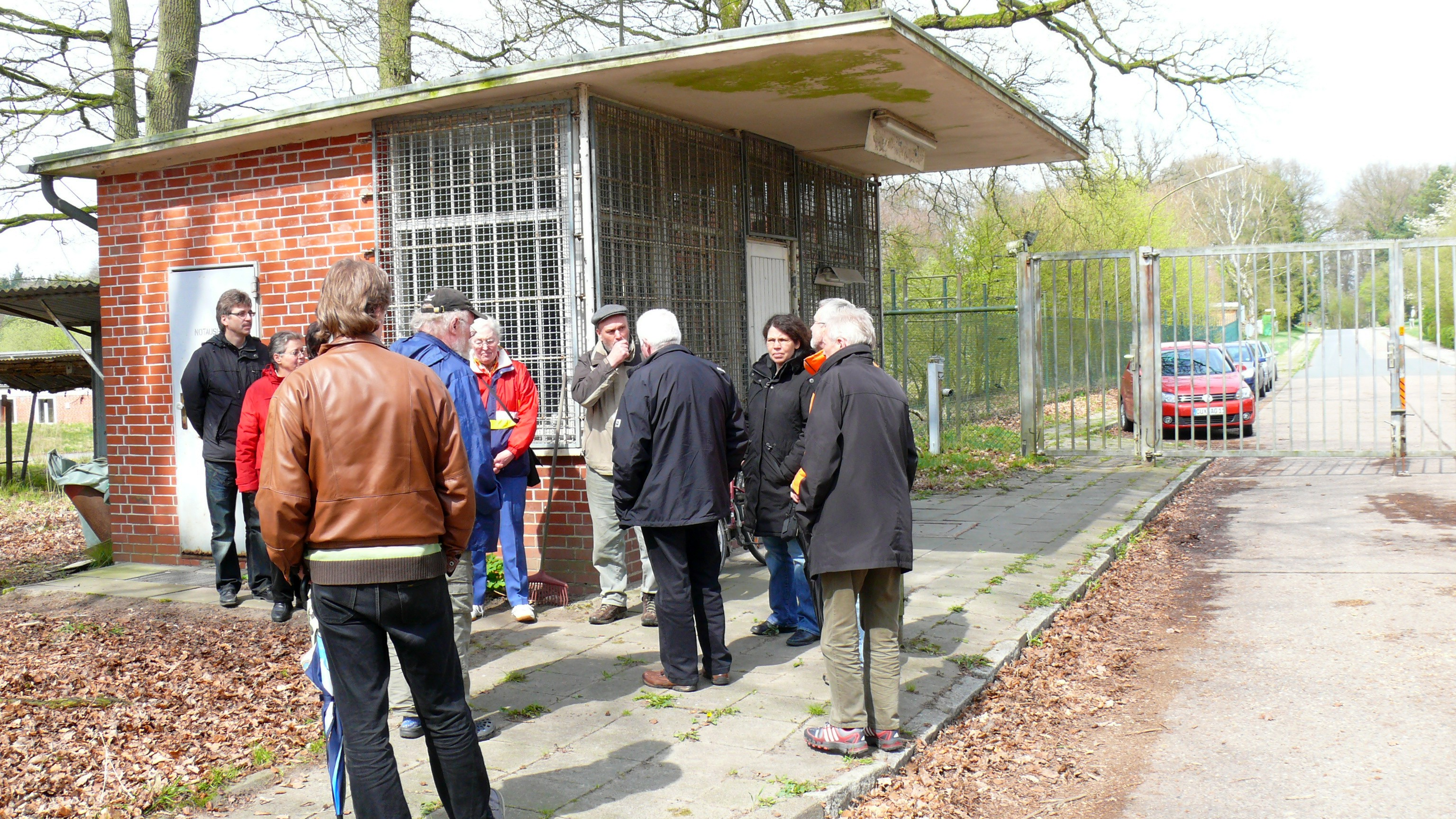
Hauptwache am Eingang zur Muna in der Wohlthöfener Straße
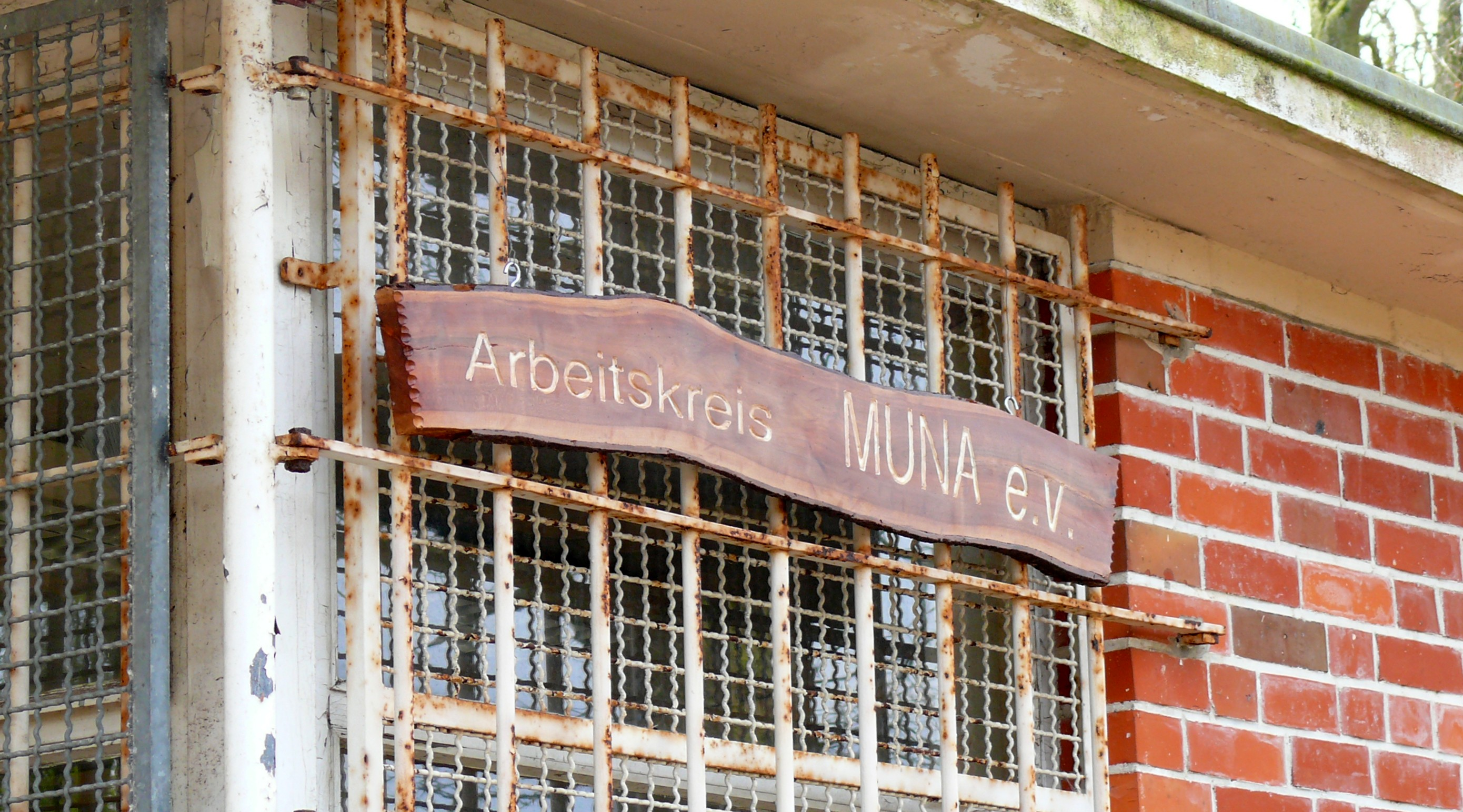
Schild des Arbeitskreises MUNA Lübberstedt, der ab 2012 Führungen über das Gelände anbietet
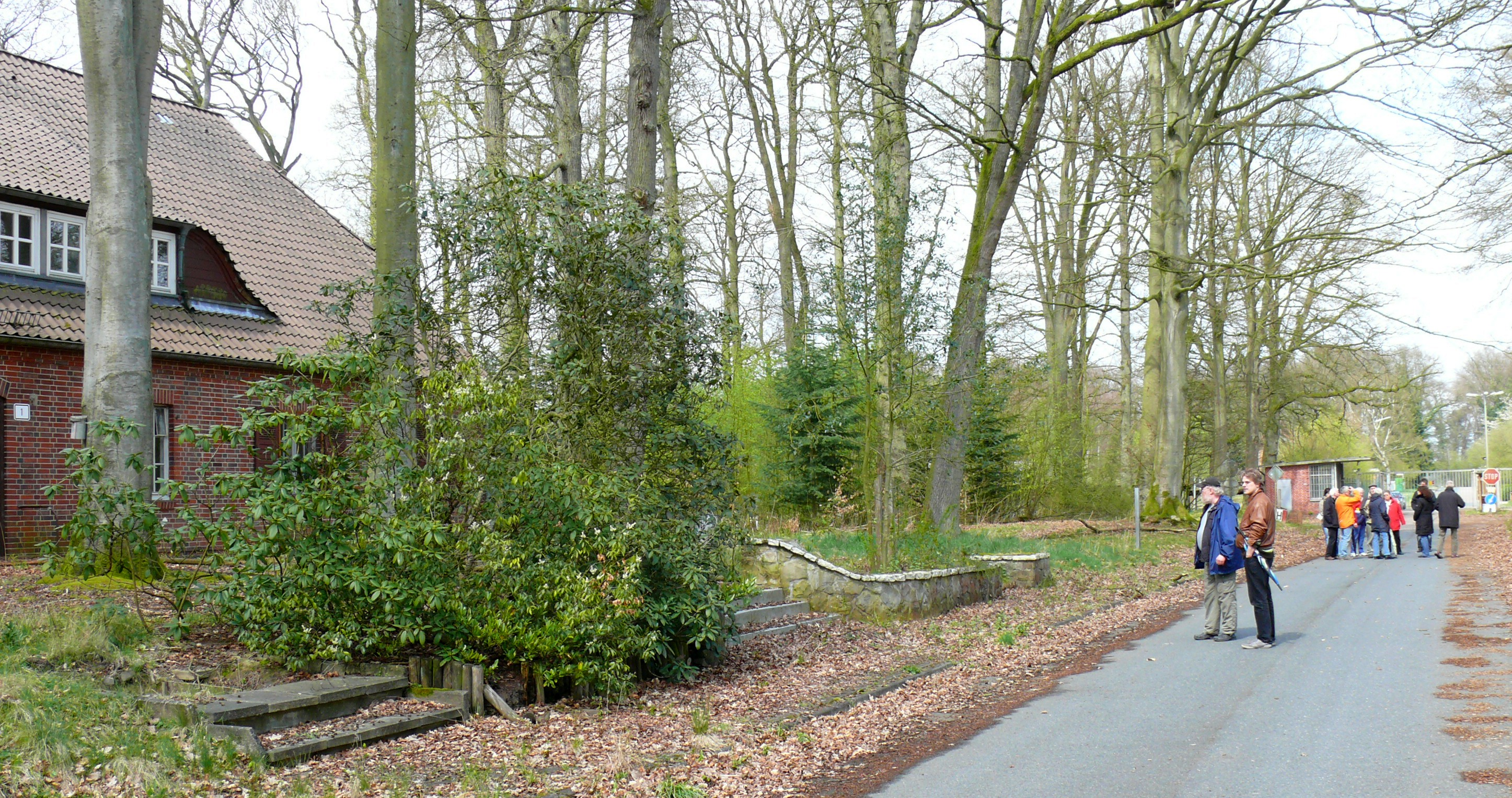
Haupt-Straße vom Wachgebäude in die Muna mit ehemaligen Kasernengebäuden
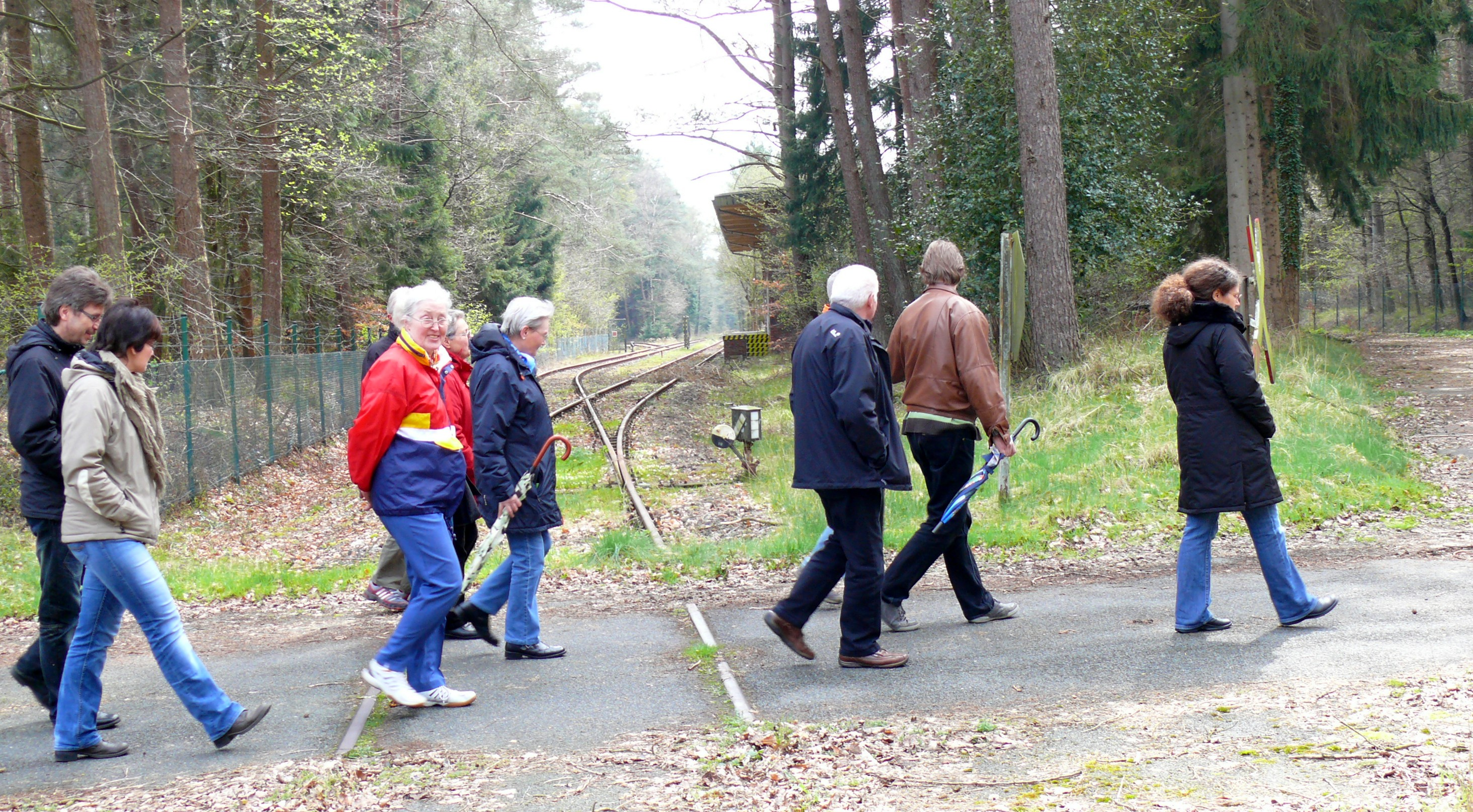
Bahnanlagen
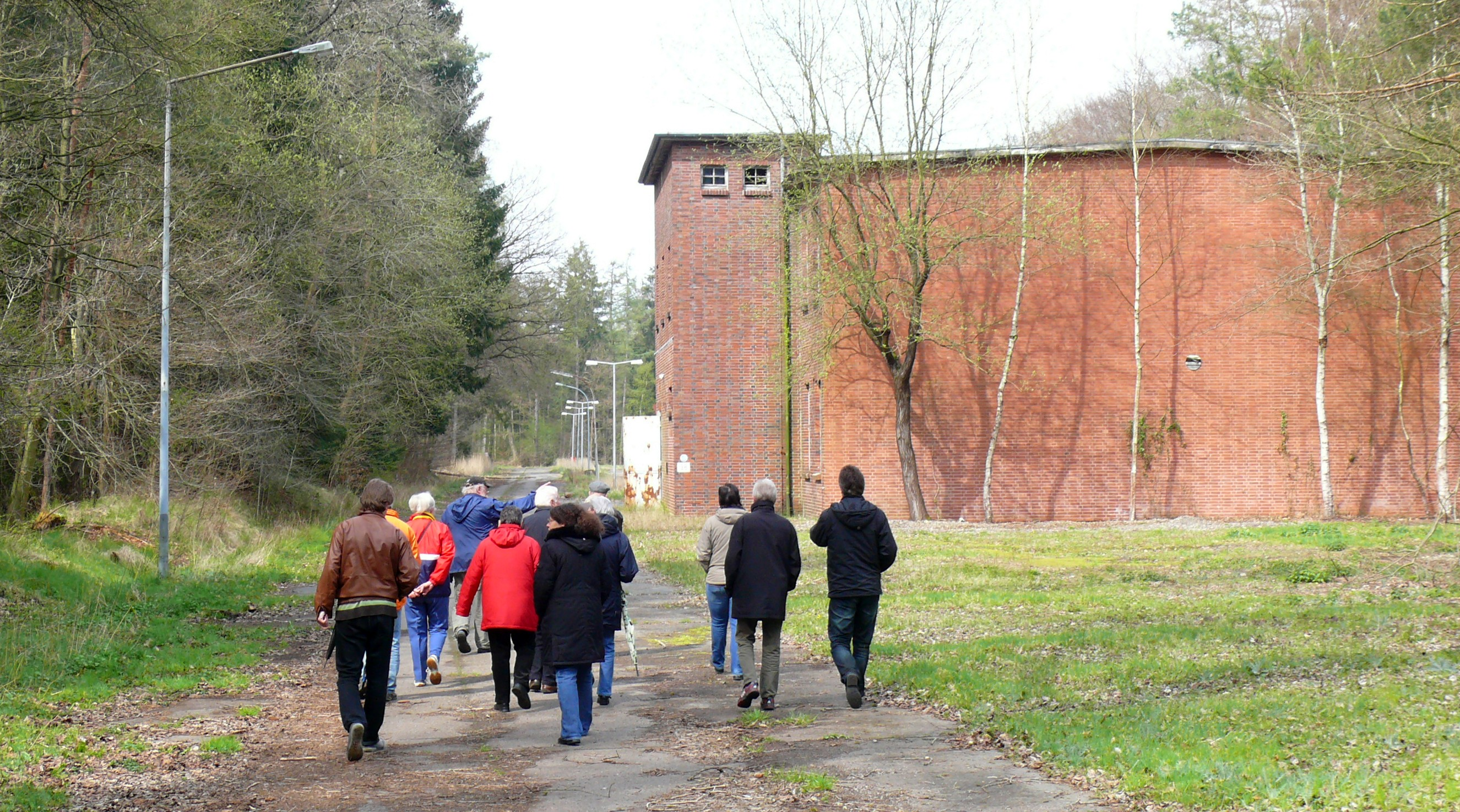
Werkhallengebäude
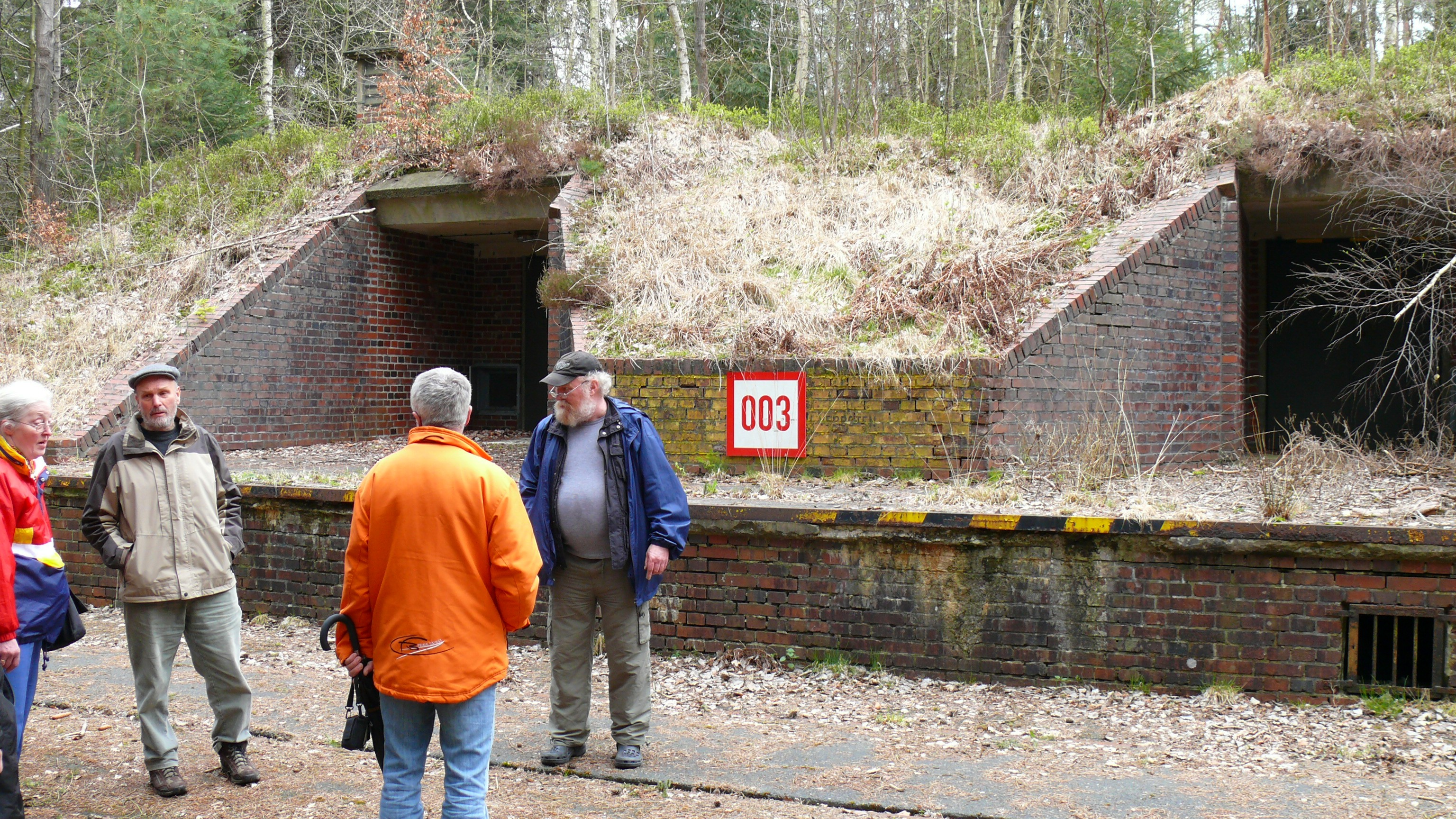
Eingänge zu den oberirdischen Bunkern – Lüftungsschacht oben
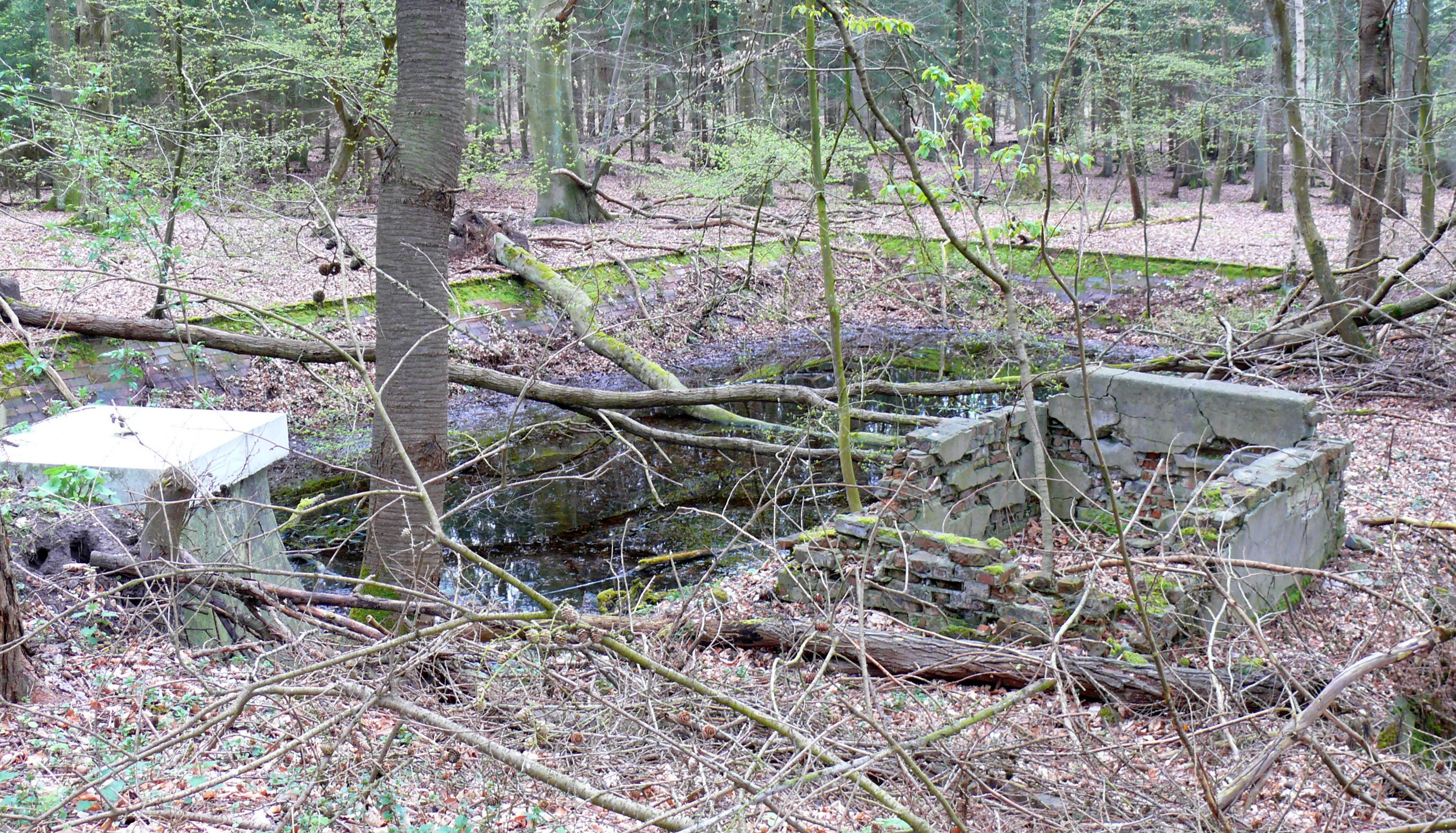
Löschwasserteich mit gemauerten Rändern
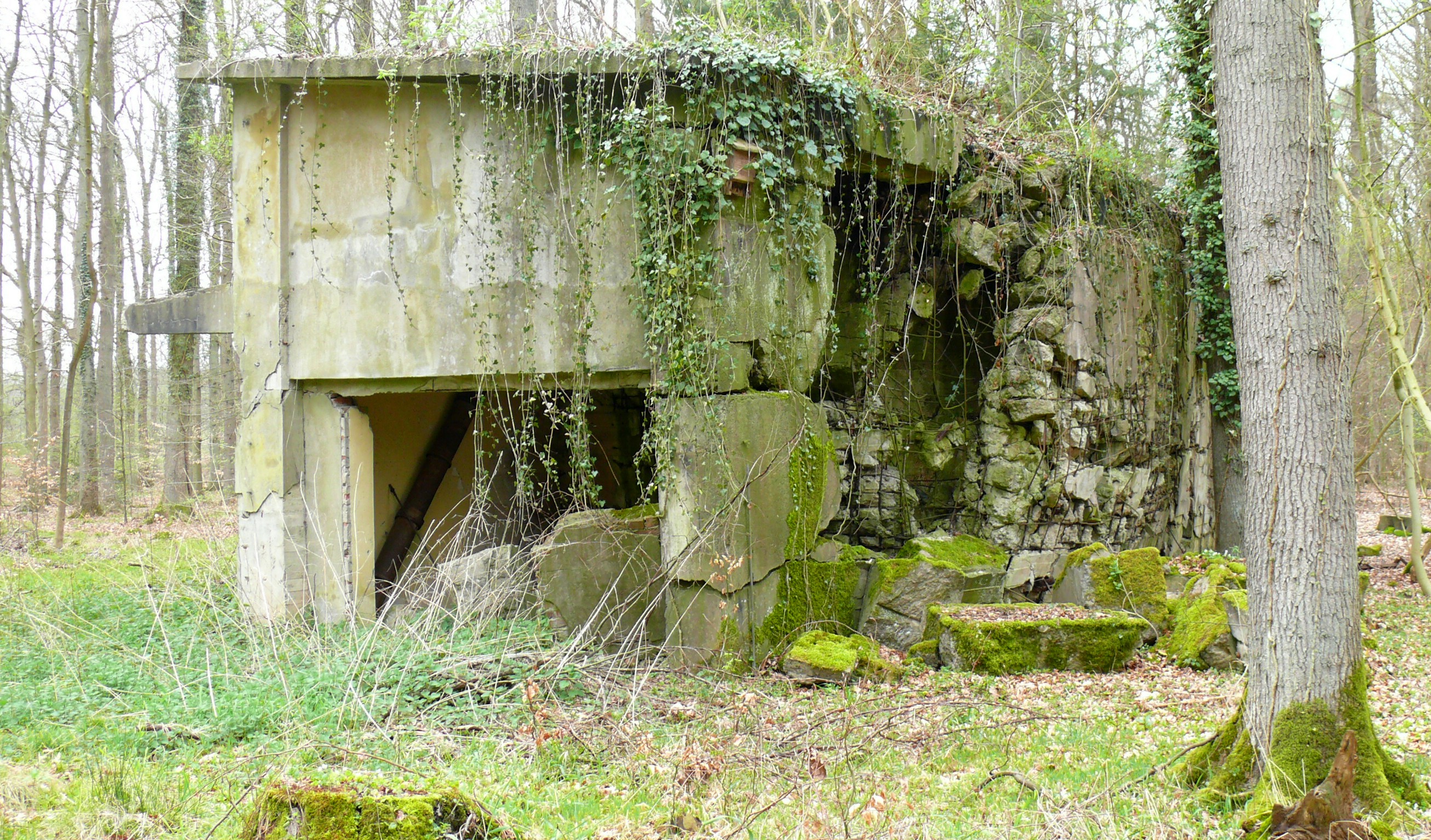
Gesprengtes Gebäude der ehemaligen Pulvermühle
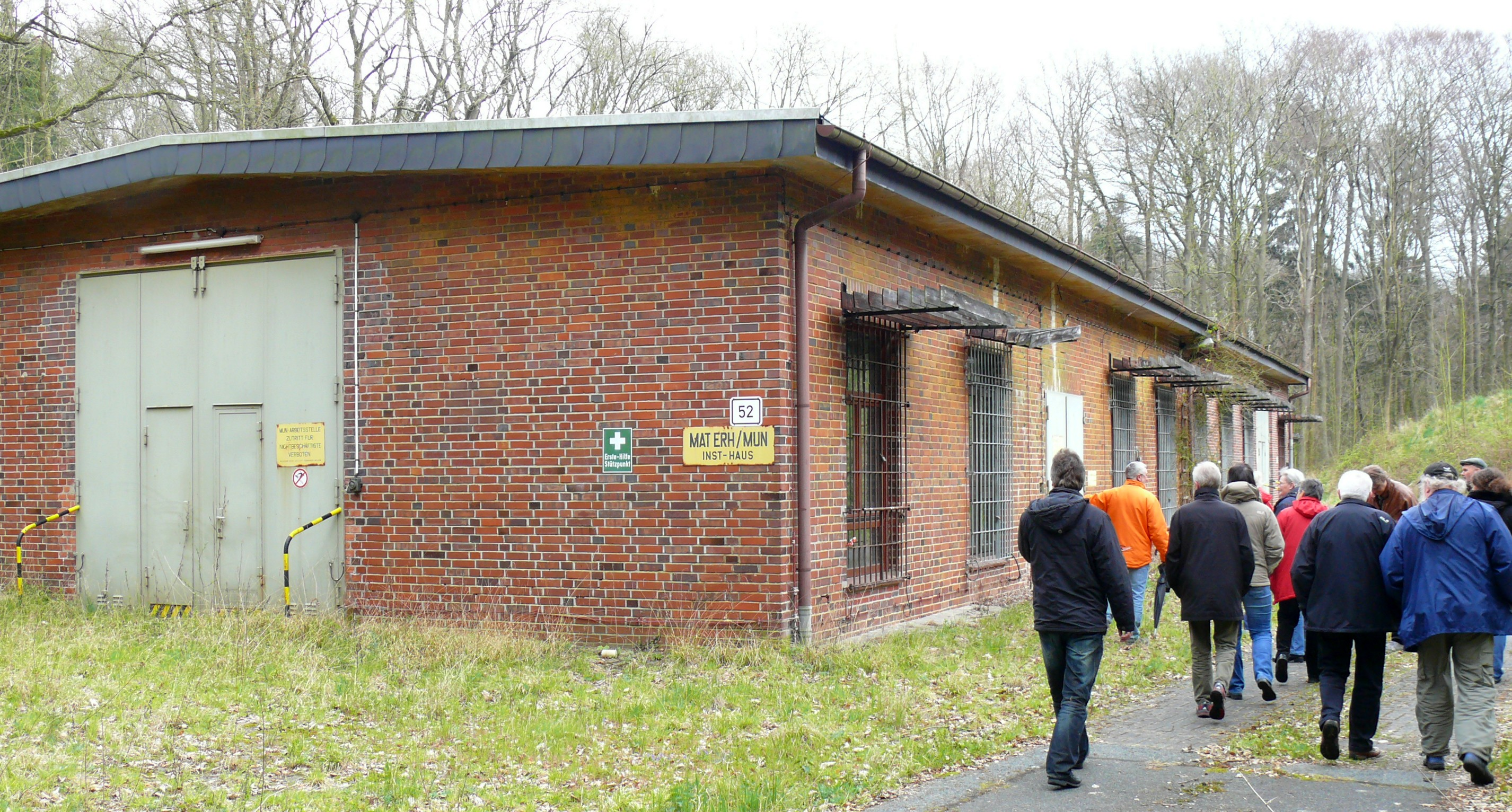
INST-Haus – für Instandsetzungen von Munition, deshalb rechts mit einem haushohen Schutzwall
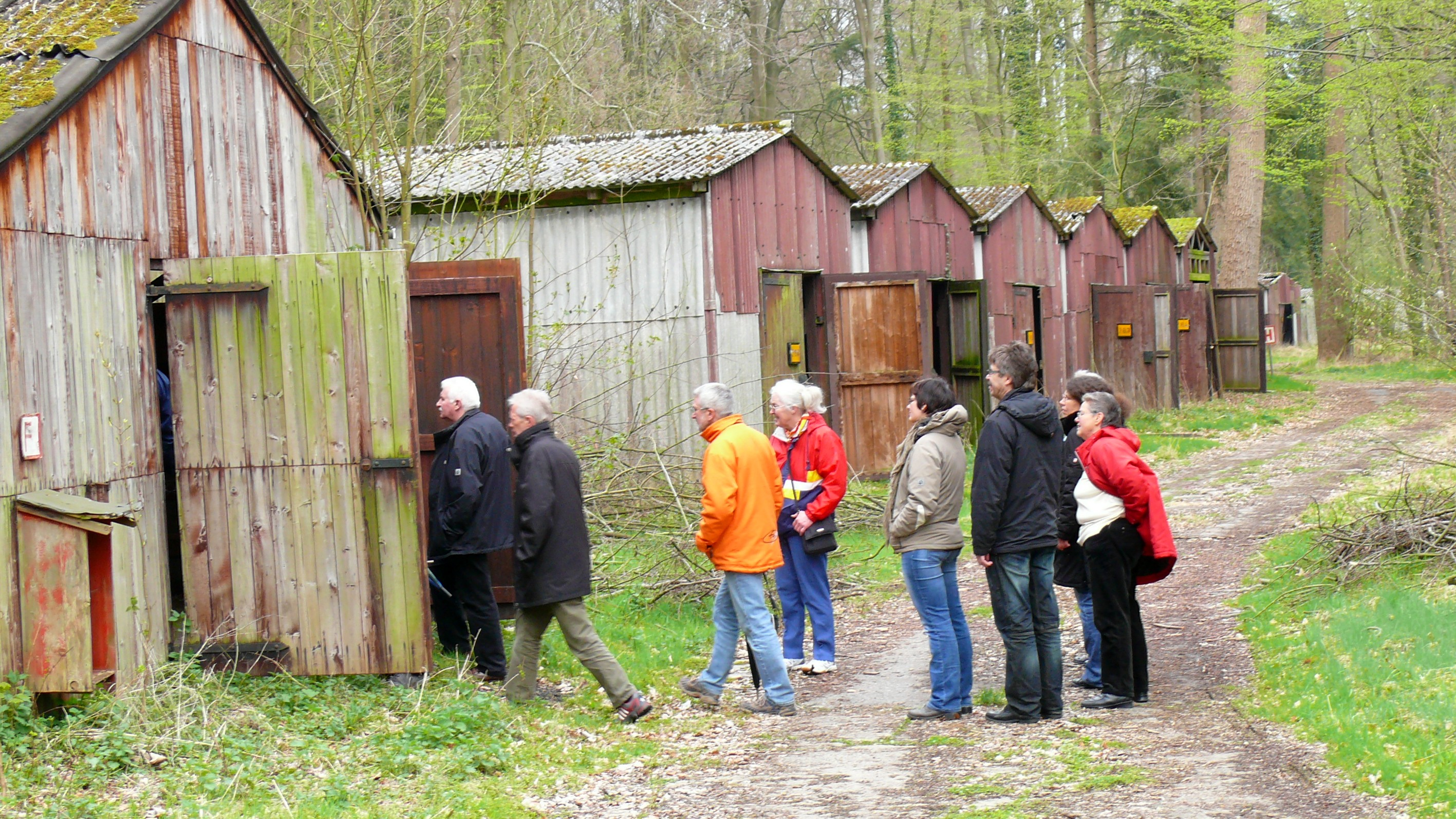
Leichte Hallengebäude
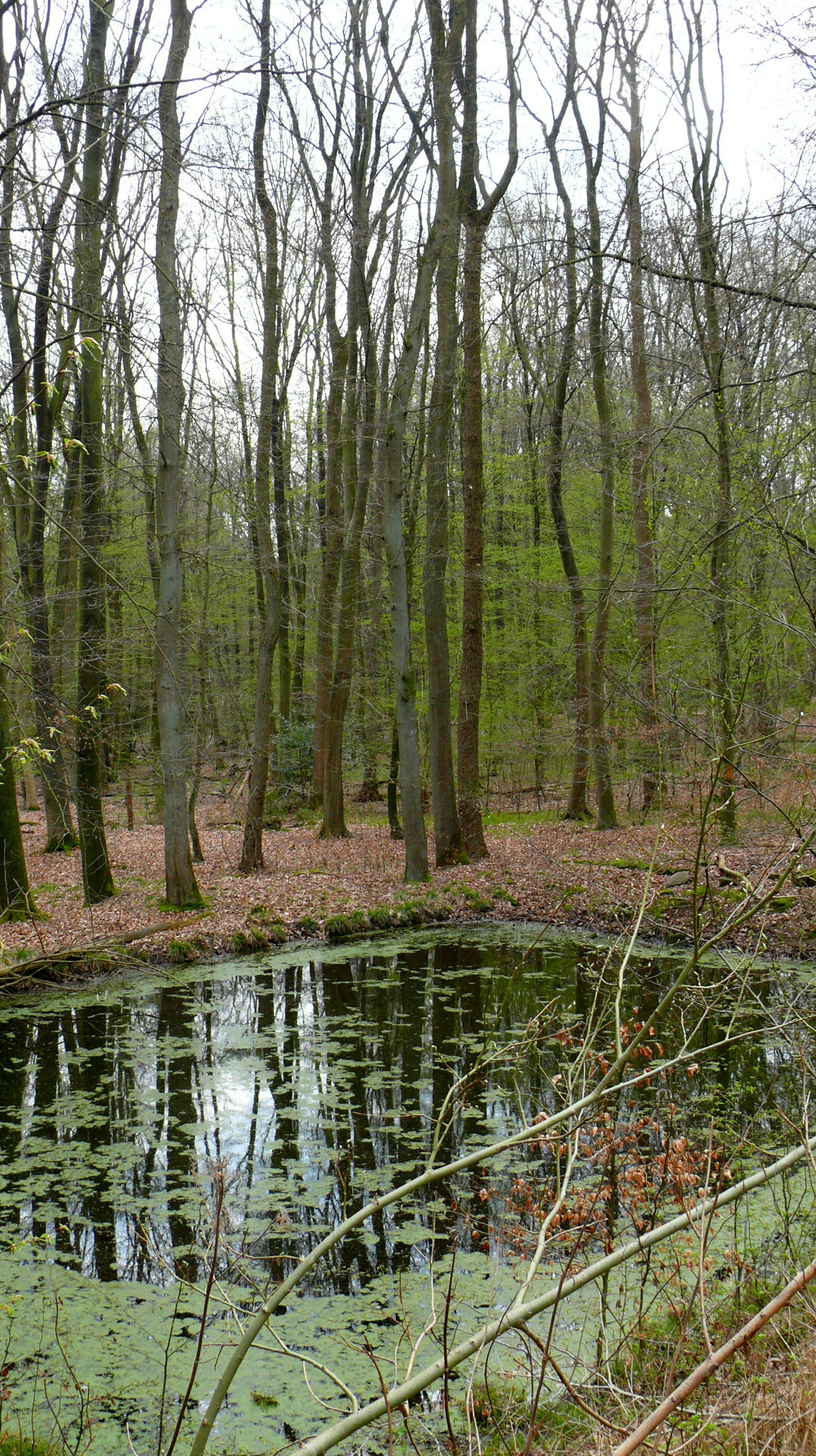
Einer der vielen Löschwasserteiche im Gelände
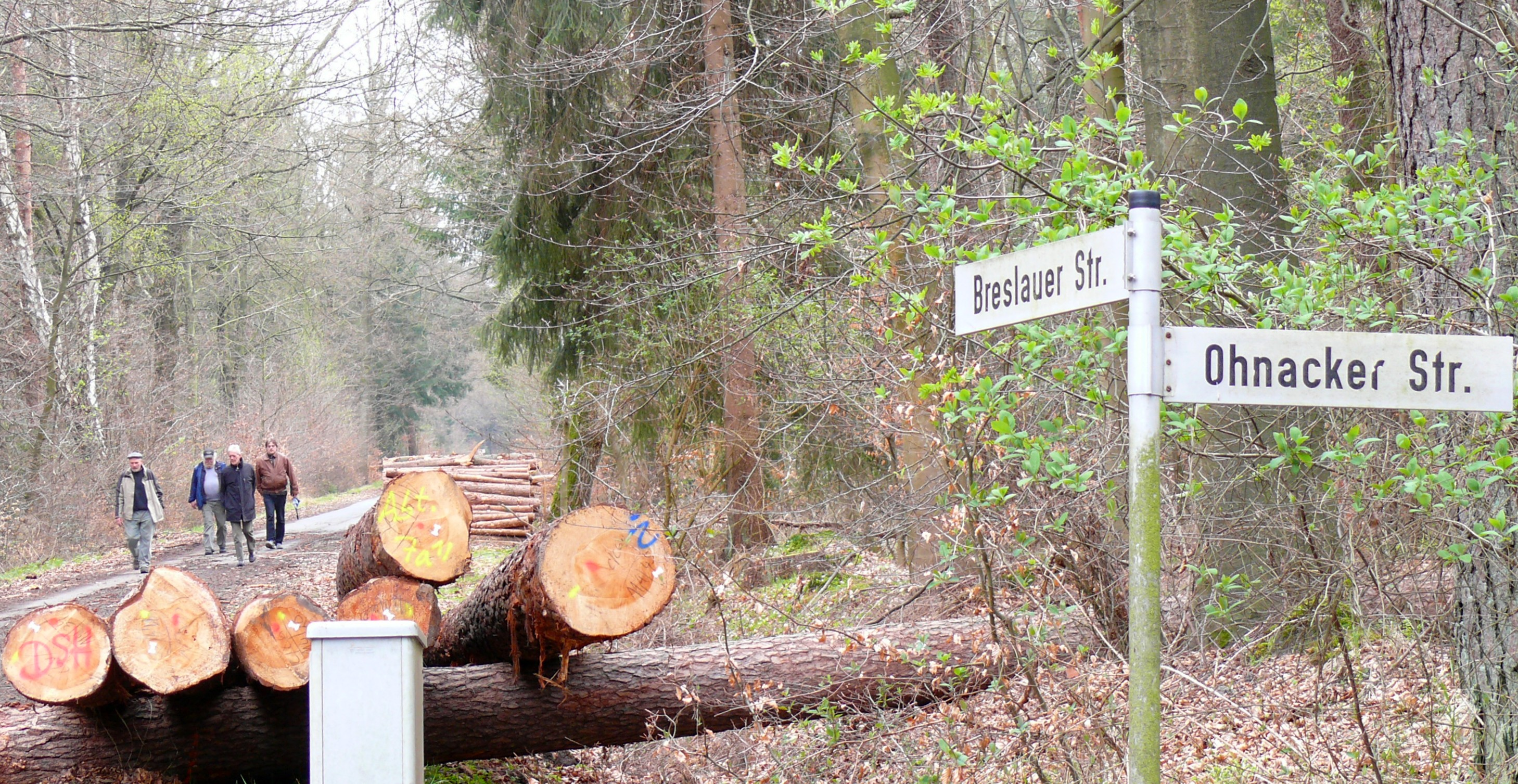
Straßenschild Ohnacker Straße für Generalmajor Jakob Ohnacker

## Arbeitskreis MUNA Lübberstedt
Der Arbeitskreis MUNA Lübberstedt e. V. widmet sich seit Januar 1991 der Erforschung, Dokumentation und Information zur MUNA Lübberstedt. Der Verein wurde am 27. Januar 1996 gegründet – dem Tag der Befreiung des KZ Auschwitz, nachdem der Arbeitskreis die Geschichte des Lagers umfangreich erforscht hatte. Als Zusammenfassung erschien die Dokumentation, zu der Hans-Jochen Vogel das Vorwort schrieb.
Es gab Besuche des Arbeitskreises in Israel, Warschau, Kressbronn am Bodensee, um ehemalige Häftlinge zu treffen. Außerdem hielten die Mitglieder des Arbeitskreises MUNA Kontakt zu dem Forschungskreis in Sandbostel.
Die Bundeswehr nutzt das Gelände seit Herbst 2009 nicht mehr. Der Verein hat eine Öffnung des Geländes erreicht. Es soll eine Erlebnislandschaft mit einer kleinen Dokumentationsstätte entstehen. Führungen durch das Muna-Gelände (auch für Rollstuhl- und Fahrradfahrer) werden vom Arbeitskreis angeboten.

## Projekte des Vereins

### Erforschung und Dokumentation des Lagers
Der Arbeitskreis nahm sich Anfang der 1990er Jahre der Erforschung und Dokumentation des Komplexes „Muna Lübberstedt“ an. Überraschend viele Mitbürgerinnen und Mitbürger aus der Samtgemeinde Hambergen, aber auch aus anderen Orten, waren bereit, mit ihren Erinnerungen die Zeit zwischen 1939 und 1945 in der Muna wieder lebendig werden zulassen. Ihr Engagement gab den Projektmitarbeitern die Gewissheit, dass das Schicksal der Menschen, die hier inmitten von Bomben und Granaten, Krieg und Baracken leben und sterben mussten, nicht vergessen ist.

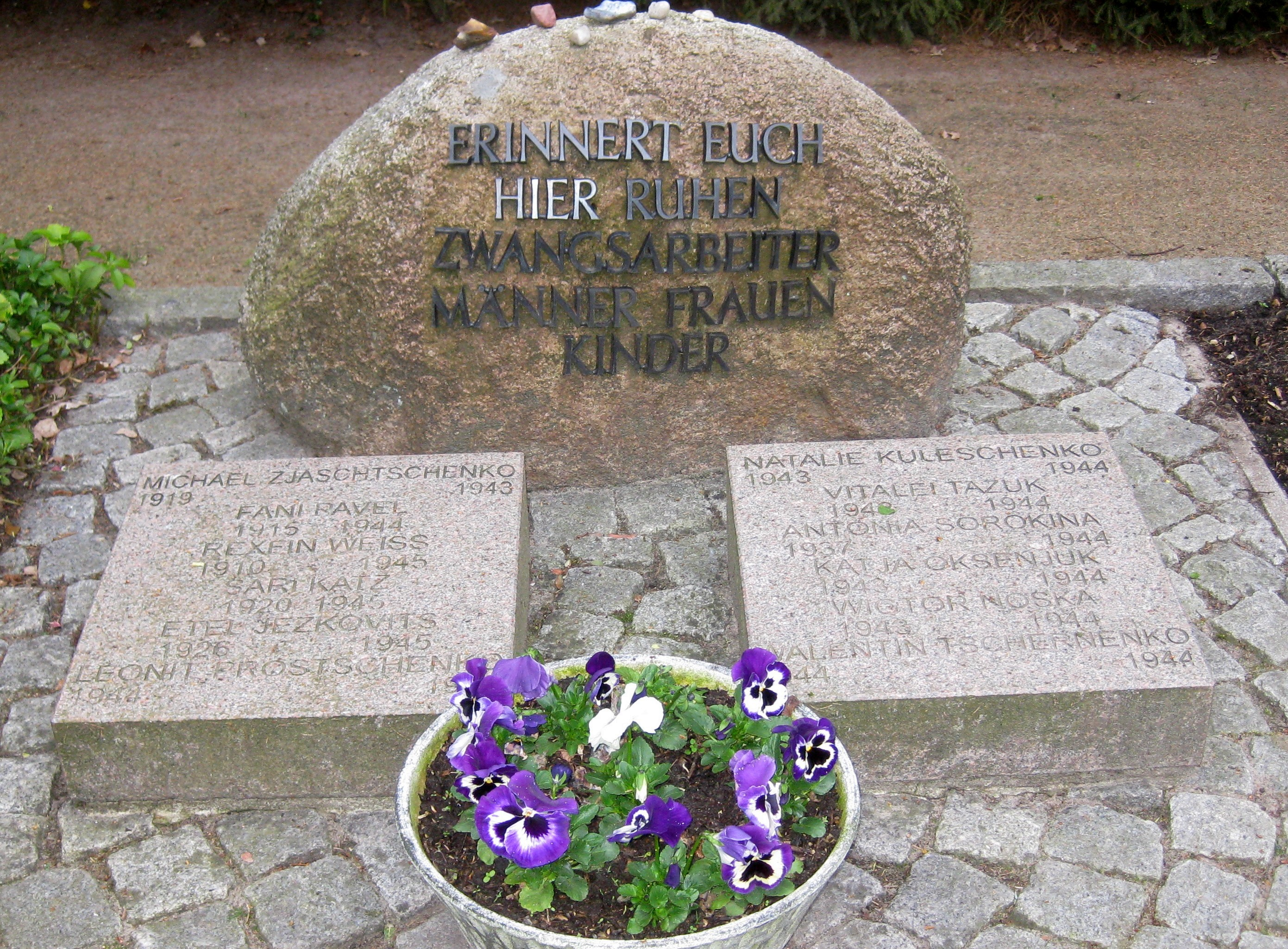
Gedenkstein auf dem Lübberstedter Friedhof

„Wir haben versucht, zu rekonstruieren und zu beschreiben, wie die Muna gebaut wurde, was und wie hier produziert wurde, wie man unter Lagerbedingungen in den Turbulenzen des zu Ende gehenden Krieges lebte. Dazu gehören waffen- und munitionstechnische Informationen ebenso wie die Beschreibung von Bombenangriffen und des Ausbaus von Verteidigungsstellungen. ... Der ostpreußische Major Willy Pfeiffer, seine Erinnerungen bzw. das von ihm in den letzten vier Monaten des Krieges geführte Kriegstagebuch der Muna und der Kontakt zu seinen Kindern und seinem Enkel wurden zu einer wichtigen Quelle für unsere Forschungen.“

### Gräber in Axstedt und Lübberstedt
In Axstedt gibt es eine Grabstelle für ein Lageropfer, die vom Primelclub gepflegt wird. Im Frühjahr 1994 übernahm der Arbeitskreis die Pflege der Anlage auf dem Friedhof Lübberstedt mit Gedenkstein und Gemeinschaftsgrabanlage. Der Verein pflegt und gestaltet die Gemeinschaftsgrabanlage mit 12 Verstorbenen auf dem Friedhof in Lübberstedt – sie wurden 1989 zu einer Anlage zusammengelegt. Auf dem dortigen Gedenkstein steht:
ERINNERT EUCH
HIER RUHEN
ZWANGSARBEITER
MÄNNER FRAUEN
KINDER

### Mahnmal am Eingang des Erinnerungsortes

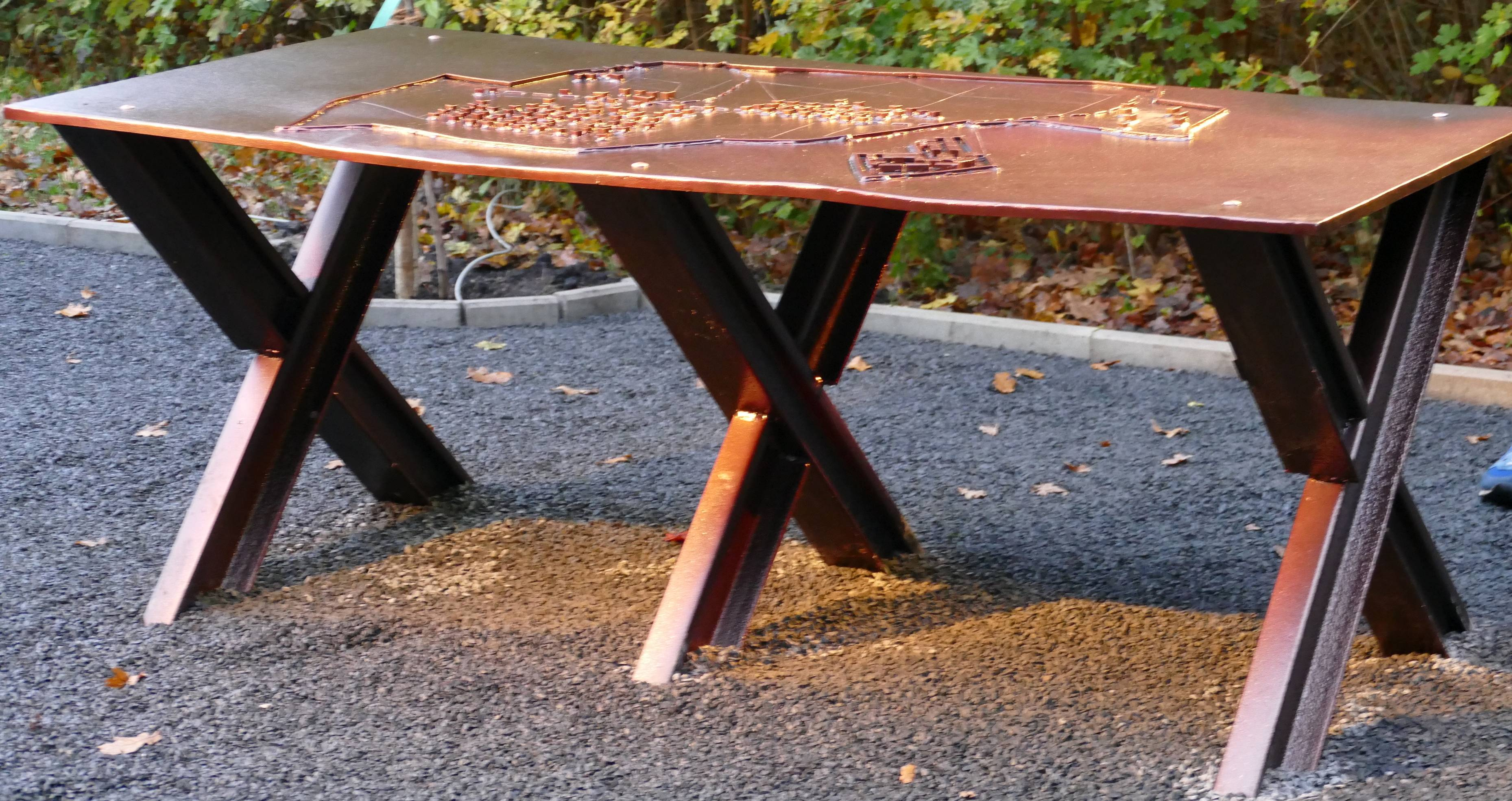
Das Mahnmal am Eingang des Geländes steht auf gekreuzten Schienen aus dem Jahre 1938

Am 9. November 2019 wurde am Eingang des Geländes der Muna Lübberstedt ein Mahnmal vom Arbeitskreis MUNA in Anwesenheit des Landrates des Landkreises Osterholz, Bernd Lütjen, des Superintendenten des Kirchenkreises Wesermünde, Albrecht Preisler und anderer kommunaler Persönlichkeiten eingeweiht.
Von den fünf Apfelbäumen, die um das Mahnmal gepflanzt wurden, sind zwei Korbiniansäpfel. Das Mahnmal zeigt den Grundriss des historischen Geländes. Es steht auf gekreuzten Schienen aus dem Jahre 1938. Das Mahnmal wurde Schülern der Berufsschule Osterholz-Scharmbeck erstellt.

### Führungen über das Gelände der MUNA Lübberstedt
Seit Frühjahr 2012 bietet der Verein Arbeitskreis MUNA Lübberstedt an jedem dritten Sonntag im Monat Führungen über das Muna-Gelände an.